# عملية طوفان الأقصى
عَمَلِيَّةُ طُوفَـانِ الأَقْـصَى و السَّبْتُ الأَسْـوَدُ و هُجُومُ السَّابِعِ مِنْ أُكْتُوبَرَ و أَحْدَاثُ السَّابِعِ مِنْ أُكْتُوبَرَ تُشير جميعها إلى العملية العسكرية الممتدّة التي شنّتها فصائل المقاومة الفلسطينية في قطاع غزة بقيادة حركة حماس على الاحتلال الإسرائيلي فجر يوم السبت 22 ربيع الأول 1445 (7 أكتوبر/تشرين الأول 2023) إذ أعلن القائد العام للكتائب محمد الضيف بدء العملية ردًّا على «الانتهاكات الإسرائيلية في باحات المسجد الأقصى واعتداء المستوطنين الإسرائيليين على المواطنين الفلسطينيين في القدس والضفة والداخل المحتل.»
بدأت عمليَّة طُوفَان الأقصى عبر إطلاق المقاومة هُجوماً صَاروخيًّا واسعَ النطاق بوابلٍ من الصواريخ بلغ عددها 4300 صاروخٍ على الأقلِّ صوبَ مختلف المستوطنات الإسرائيليّة من ديمونا في الجنوب إلى هود هشارون في الشمال والقدس في الشرق، وتزامنَ مع ذلك اقتحام برِّي من المُقاومين عبر السَّيارات رُباعيّة الدَّفع والدّراجات النّارية والطّائرات الشّراعيّة وغيرها للبلدات المتاخمة للقطاع، والتي تُعرف باسم غلاف غزة، حيث سيطروا على عددٍ من المواقع العسكريّة خاصة في سديروت، ووصلوا أوفاكيم، ونتيفوت، وخاضوا اشتباكاتٍ عنيفة في المستوطنات الثلاثة وفي مستوطنات أخرى كما أسروا عددًا من الجنود والمدنيين واقتادوهم لغَزَّة فضلًا عن اغتنامِ مجموعةٍ من الآليّات العسكريّة الإسرائيليَّة.
في 9 أكتوبر، أعلن جيش الاحتلال الإسرائيلي استعادته السيطرة على جميع البلدات الَّتي استولت عليها فصائل المُقاومة الفلسطينيَّة في غِلاف قطاع غزَّة مع استمرار بعض المناوشات المُتفرِّقة، وأعلن وزير الدفاع الإسرائيلي يوآف غالانت بدء ما أسمَاه حصاراً شاملاً على غزة، بما في ذلك حظر دخول الغذاء والوقود.

## خلفية
اندلعَ الصراع بين فصائل المقاومة الفلسطينية في قطاع غزة وبين إسرائيل منذ انسحابِ الأخيرة من القطاع عام 2005، كما ارتفعَ منسوب التوتر بين الطرفين عقبَ سيطرة حماس على قطاع غزة بعد فوزها في الانتخابات التشريعية الفلسطينية لعام 2006 وما تبعها من حربٍ شبه أهليّة مع حركة فتح في العام التالي. يُعاني القطاع من 2007 من حصارٍ إسرائيلي خانق من كلّ الجوانب تقريبًا بما في ذلك الجانب المصري. علاوةً على ذلك فإنّ غزة مغلقةٌ عن بقية العالم، بل إنّ الوصول إلى الموارد الحيويّة والضرورية بما في ذلك الغذاء والماء والكهرباء يخضعُ لسيطرة إسرائيلية تامّة وهو ما يزيدُ من صعوبة حياة الغزيين.
قَتلت إسرائيل خلال عام 2023 ما لا يقلُّ عن 247 فلسطينيًا عددٌ كبيرٌ منهم من المدنيين، بينما قتلَ الفلسطينيون في عمليّاتهم الفردية أو تلك العمليات التي تتبّناها فصائل المقاومة ما لا يقلُّ عن 32 إسرائيليًا ما بين مجنّدين في جيش الاحتلال ومستوطنين، كما أنّ اتساع رقعة الاستيطان وتهجير الفلسطينيين من قراهم وهدمِ منازلهم والغلوّ في الاعتقال والأسر في ظلِّ حكومة إسرائيلية يقودها عددٌ من الوزراء اليمينيين المتطرفين وعلى رأسهم وزير الأمن القومي إيتمار بن غفير الذي طالبَ في أكثر من مرة بـ «إبادة الفلسطينيين عن بكرة أبيهم» ووزير المالية بتسلإيل سموتريش الذي يدعمُ الاستيطان بكل قوّة ويضغطُ على الحكومة الإسرائيلية للسماح له بالحصول على مزيدٍ من التمويل لبناء عشرات المستوطنات الجديدة على الأراضي الفلسطينية ساهمَ في زيادة الاحتقان الفلسطيني، فضلًا عن الاقتحام المتكرّر للمسجد الأقصى وبمئات المستوطنين مع حماية مشددة من الشرطة الإسرائيلية التي تمنعُ الفلسطينيين من أداء مناسكهم وتعتقلهم بالعشرات. لقد أكّد محمد الضيف كلّ هذا في المقطع المصوّر الذي كان بمثابة إيذانٍ منه بالانطلاقة الفعليّة للعملية حيث قال إنّ طوفان الأقصى جاء ردًا على «تدنيس الإسرائيليين للمسجد الأقصى»، وذلك بُعيد اقتحام مئات المستوطنين وعلى مدار 3 أيام تزامنًا مع عيد العرش اليهودي للأقصى بحمايةٍ ودعمٍ من الشرطة الإسرائيليّة التي واصلت وأمعنت في منعِ الفلسطينيين من دخول باحات المسجد.
الجدير بالذكرِ أنّ عملية طوفان الأقصى حصلت بشكل فجائي وغير متوقّع للأجهزة الاستخباراتيّة الإسرائيلية ونظيرتها الأمريكيّة، حتى أنّ صحيفة هآرتس العبريّة اعترفت بأنّ «الهجوم من غزة شكَّل مفاجأةً كبيرةً للاستخبارات العسكرية»، كما أنّ العمليّة الفلسطينية جاءت بعد يومٍ واحدٍ من الذكرى الخمسين لحرب أكتوبر.

## العملية

### اليوم الأول

#### البداية
سُمعت صفارات الإنذار وهي تدوي في عشرات المستوطنات الإسرائيليَّة وذلك بُعيد السادسة والنصف صباحًا (بالتوقيت المحلِّي)، ونَشرت وسائل إعلام فلسطينيّة صور ومقاطع فيديو وثَّقت لحظة إطلاق فصائل المقاومة في قطاع غزّة عشرات الصواريخ نحو إسرائيل. سُرعان ما بدأ إسرائيليون في توثيق صواريخ المقاومة التي سقطَ بعضها في عسقلان، حيث أظهر مقطع فيديو من الأخيرة ألسنة لهبٍ ضخمة وهي تلتهمُ عددًا من السيارات جرّاء سقوط الصواريخ.
سرت أخبارٌ جديدةٌ بُعيد السابعة صباحًا بقليل تُفيد بتمكّن مقاومين فلسطينيين من اجتيازِ الحدود حول غلاف غزة، واصلين لمدينة سديروت التي سُمع فيها أصواتُ اشتباكاتٍ بالرصاص وتبادل إطلاق النار. تطوّر الأمر أكثر فأكثر حينما تمكّنت جيبات المقاومة الفلسطينية من اقتحامِ إحدى المستوطنات الإسرائيلية القريبة من القطاع، حيث وثَّق مقطع فيديو جرى تداوله بكثافةٍ على مواقع التواصل سيارة بيضاء من الحجمِ الصغير وهي تجوبُ شوارع سديروت وبها عددٌ من المقاومين الفلسطينيين المسلّحين والملثمين ممن نجحوا في اقتحامِ بلدات غلاف القطاع، في حين وثَّق مقطع فيديو آخر مُقاومًا فلسطينيًا وهو يقوم بعمليّة إنزال مظلي داخل بلدة ما من البلدات المتاخمة للقطاع.

#### بيان محمد الضيف
ألقى القائد العام لكتائب الشهيد عز الدين القسام محمد الضيف بيانًا في تمام الثامنة صباحًا، وفيه أعلن وبصريحِ العبارة بدء عمليّة عسكرية سمَّاها «طوفان الأقصى» مؤكّدًا أنّ الضربة الأولى استهدفت مواقع العدو ومطاراته ومواقعه العسكرية وقد تجاوزت الـ5000 صاروخًا، وشرحَ الضيف في بيانه سبب بدء العمليّة حيث استرسل في الحديث عن «تدنيس الإسرائيليين للمسجد الأقصى وتجرؤهم على مسرى الرسول» مضيفًا أنّ هذه العملية جاءت لوضعِ حدٍ للانتهاكات الإسرائيلية، ومشددًا على أنّه بدءًا من اليوم السابع من أكتوبر ينتهي التنسيق الأمني مع الاحتلال، وأنّ الشعب الفلسطيني سيستعيد بدءًا من اليوم أيضًا ثورته ويعود لمشروع إقامة الدولة. طالبَ الضيف باتحاد كل القوى العربية والإسلامية لكنس الاحتلال، كما طالبَ كلّ من يملك بندقيّة بإخراجها فقد آن أوانها كما جاء في بيانه، وختمَ القائد العام لكتائب القسام بمطالبة الجميع مُتابعةَ التوجيهات والتعليمات عبر البيانات العسكرية المتتابِعَة.

#### هجوم مهرجان رعيم الموسيقي
وكجزء من الهجوم الذي قادته حماس، قُتل 364 مدنيًا وجُرح العديد في تجمع سوبرنوفا سوكوت، وهو مهرجان موسيقي في الهواء الطلق يحتفل بعيد السوكوت اليهودي بالقرب من كيبوتس رييم. كما تم أخذ ما لا يقل عن 40 رهينة. وقد أسفر هذا القتل الجماعي عن أكبر عدد من الضحايا.
وفي الساعة 6:30 صباحًا، عند شروق الشمس تقريبًا، لوحظت صواريخ في السماء. وحوالي الساعة 7:00 صباحًا، حذرت صفارة الإنذار من هجوم صاروخي قادم، مما دفع رواد المهرجان إلى الفرار. بعد ذلك، حاصر مسلحون يرتدون ملابس عسكرية ويستخدمون دراجات نارية وشاحنات وطائرات شراعية تعمل بالطاقة، أرض المهرجان وأطلقوا النار عشوائيًا على الأشخاص الذين حاولوا الفرار. قُتل الحاضرون الذين كانوا يبحثون عن ملجأ في مكان قريب، في الملاجئ، والشجيرات، والبساتين، أثناء اختبائهم. أما أولئك الذين وصلوا إلى الطريق وموقف السيارات فقد حوصروا في ازدحام مروري حيث أطلق المسلحون النار على المركبات. وأعدم المسلحون بعض الجرحى من مسافة قريبة وهم يختبئون على الأرض.
وُصفت المذبحة في المهرجان بأنها أكبر هجوم في تاريخ إسرائيل وأسوأ مذبحة مدنية إسرائيلية على الإطلاق.

#### معركة رعيم
بدأت معركة رعيم بُعيد العاشرة صباحًا أي بعد ساعاتٍ من انطلاق معركة طوفان الأقصى، وكان هدفُ كتائب القسام خلال هذه المعركة هو السيطرة الكلية على القاعدة وهذا ما حصل، ففي هجوم خاطف ومباغت استطاعَ المقاومون الفلسطينيون اقتحامَ القاعدة ثمَ خاضوا اشتباكاتٍ مع من كان فيها من المجنّدين الإسرائيليين. استطاعت الكتائب بسط سيطرتها التامّة على القاعدة العسكريّة، وسقطَ خلال الاشتباكات عددٌ غير معروفٍ من الجنود الإسرائيليين ما بين قتيل وأسير. مِن بينِ مَن قُتل خلال هذه المعركة كان العقيد الإسرائيلي روي ليفي الذي تولى عددًا من المناصب في الجيش الإسرائيلي وكان مسؤولًا عن قيادة وحدة رفائيم، فضلًا عن سحر مخلوف الذي يحملُ رتبة مقدم وكان قائدًا لكتيبة الاتصالات الإسرائيلية 481. انتشرت كذلك أخبارٌ غير مؤكّدة تُفيد بأسرِ الجنرال نمرود ألوني الذي يقودُ فيلق العمق وكان في وقتٍ ما قائدًا لفرقة غزة، لكنّ مصادر عبرية نفت هذه الأخبار. انسحبت كتائب القسام من القاعدة بعد ساعاتٍ من السيطرة عليها، وعادت نحو القطاع مع عددٍ من الأسرى والغنائم، قبل أن يتمكّن الجيش الإسرائيلي من استعادةِ السيطرة على القاعدة بعدما خاض حرب شوارع مع من تبقّى من مقاتلي حماس في المنطقة.

#### أسر جنود إسرائيليين
بُعيد بيان الضيف والذي أعلن فيه وبشكلٍ رسمي بدء عملية طوفان الأقصى، نشرَ فلسطينيون من داخل قطاع غزّة مقاطع فيديو تُصوّر لحظة عودة جيب عسكري يتبعُ لكتائب القسّام وفيه جثة جندي إسرائيلي قُتل خلال الاشتباكات وجرى سحبه للقطاع، كما وثَّقت وسائل الإعلام المحليّة دبابة إسرائيلية كانت تحرسُ موقع كيسوفيم العسكري والنيران تلتهمها شرقي خانيونس. استمرَّت صواريخ المقاومة في إمطار المستوطنات الإسرائيلية، ومعها استمرَّت الصور والفيديوهات التي توثق ما يجري.
نجحَ عناصرُ المقاومة الفلسطينية ممن دخلوا سديروت في اقتحامِ مقر الشرطة داخل المدينة، وسرت أخبارٌ غير مؤكّدة عن إجهازهم على كامل العناصر بالموقع، فيما انتشرت صورةٌ تُظهر جنودًا في جيش الاحتلال الإسرائيلي شبه عراة وهم مستلقون على الأرض بينما يقفُ مسلّح فلسطيني فوق رؤوسهم وآخر ببدلة عسكريّة على جانبهم فيما بدى أنها عمليّة أسر. على الجانبِ الآخر وفي القطاع كانت الصور والفيديوهات تتوالى، حيث وثّق الإعلام المحلي جيبًا إسرائيليًا استولى عليه المقاومون خلال اقتحامهم للبلدات والمدن المتاخمة للقطاع وعادوا به لموقعهم.

#### التكاتف الفلسطيني
ظهرَ صالح العاروري نائب رئيس حركة المقاومة الإسلامية حماس على فضائية الأقصى ووجَّه رسالةً لأبناء فلسطين في الضفة الغربية والداخل المحتل كما افتتحَ قوله، حيث أكّد بادئ ذي بدء أنّ معركة طوفان الأقصى هي «ردٌّ على جرائم الاحتلال، مُضيفًا أنّ المجاهدين في القطاع بدأوا عملية واسعة بهدفِ الدفاع عن المسجد الأقصى وتحرير الأسرى». خصَّ العاروري في رسالته المقاومين بالضفة، مشددًا على أنّ الأخيرة هي كلمة الفصل في هذه المعركة، وتستطيعُ أن تفتح اشتباكًا مع كل مستوطنات الضفة، كما طالبَ العاروري من الأمّتين العربية و‌الإسلامية المشاركة في المعركة. خرجَ رئيس المكتب السياسي لحركة حماس إسماعيل هنية هو الآخر في بيانٍ صحفي أعلنَ فيه أنّ «طوفان الأقصى بدأ من غزة وسيمتد للضفة والخارج وكل مكانٍ يتواجد فيه شعبنا وأمتنا»، مؤكّدًا أنّ «المقاومة الفلسطينية تخوضُ في هذه اللحظات التاريخية ملحمة بطولية عنوانها الأقصى ومقدساتنا وأسرانا»، كما أهابَ بالأمّة العربية ومن وصفهم بأحرار العالَم بالوقوف والمشاركة في المعركة. أعلنت كتائب أبو علي مصطفى الذراع العسكري للجبهة الشعبية لتحرير فلسطين أنّ قواتها في حالة استنفار قصوى وتعمل ميدانيًا على الأرض في عدة محاور إلى جانبِ رفاق الدم والسلاح متوعّدةً تل أبيب بأنّ القادم أعظم.

#### اقتحام المستوطنات
الاقتحامات والأسر
نشرت الحسابات الرسمية لكتائب القسام صورًا أولية لقوات النخبة القسامية داخل المستوطنات الإسرائيليّة ضمن معركة طوفان الأقصى، وأظهرت الوسائط مجموعة من جنود القسّام داخل عددٍ من المواقع العسكرية الإسرائيلية، فيما وثَّقت مقاطع فيديو أخرى حصار المقاومين لجنود جيش الاحتلال داخل قاعدة عسكرية لم يُعلن عن اسمها تقعُ على مشارف القطاع. أظهر مقطع فيديو لاحق نشره الإعلام العسكري التابع للقسام لحظات الاقتحام الأولى والاستيلاء على معبر كرم أبو سالم شرق رفح، وما تبعه من عمليات اشتباكاتٍ وما تخلّّلها من قتلٍ للجنود الإسرائيليين في الموقع وفي مواقع أخرى مع أَسرِ آخرين، ثمّ نشر الإعلام الحربي مقطع فيديو ثاني لسربِ صقر وهي إحدى الوحدات العسكرية التي شاركت في عملية طوفان الأقصى، وهي الوحدة المسؤولة عن الإنزالات الجويّة عبر الطائرات الشراعيّة التي قام بها المقاومون داخل المواقع والمعابر العسكريّة الإسرائيليّة.
نشرت حركة المقاومة الفلسطينية حماس الفاعل الرئيسي في هذه العمليّة بيانًا جديدًا قالت فيه إنّ ذراعها العسكري تقوم بعملية دفاعٍ عن الشعب والأرض والمقدسات، كما حمَّلت الاحتلال كامل المسؤولية عن «تبعات جرائمه بحق المسجد الأقصى وفي القدس وضد أهلنا في الضفة وعموم فلسطين المحتلة»، مؤكّدة أنّ أولوية هذه العملية هي حماية القُدس والأقصى ووقفَ مخططات الاحتلال الرامية إلى تهويدهما وبناء هيكلهم المزعوم على أنقاض قبلة المسلمين الأولى، فضلًا عن تحرير الأسرى من السجون والذي اعتبرته أحد أهم العناوين الوطنية والسياسية والإنسانية. أكّد أبو حمزة الناطق باسمِ السرايا أنّ الأخيرة «تمتلكُ العديد من الجنود الصهاينة الذين هم أسرى بين أيدينا».
نشرت كتائب القسام صورًا لعددٍ من الجنود الإسرائيليين الأسرى خلال معركة طوفان الأقصى، موثقة ذلك عبر مجموعة فيديوهات فمنهم من أُسر وحُمل على دراجة ناريّة ومنهم من جيء به في سيارات أو حتى دبابة كما ظهر في مقطع فيديو نشره الإعلام الحربي التابع للكتائب. نشر نفس الإعلام مجموعة من المقاطع الذي أظهرت قدرات كتائب القسام والتي استعملت في معركتها هذه طائرات مسيّرة، حيث أظهر مقطع فيديو استهدافًا مباشرًا لثلاث جنودٍ إسرائيليين بقذيفة أُلقيت من طائرة مسيّرة على ما يبدو، ما تسبَّب في إصابة جندي واحد على الأقل إصابة مباشرة وجرى سحبه من زميله الجندي الثاني لمكان آمن. استمرَّ القسام في توثيق العمليات التي نفذها ضدّ إسرائيل، حيث وثق استهدافًا مباشرًا لدبابة إسرائيلية بقذيفةٍ أُلقيت من طائرة عمودية ما تسبَّب في احتراقِ جزء كبير منها، فضلًا عن استهداف رشاش إسرائيلي من طراز «يَرى ويُطلق» شرق قطاع غزة بنفس الطريقة.
التوغّل في العُمق

الوضع الميداني في منطقة غلاف غزة بين 7 و8 أكتوبر، بعد اجتياح المقاومة الفلسطينيَّة للحاجز وتوغلها وسيطرتها على عدد من البلدات والمستوطنات.

رغم مرور عدّة ساعات على بداية العملية، فقد توغّّل مقاومون فلسطينيون داخل المستوطنات الإسرائيلية وخاضوا اشتباكاتٍ وُصفت بعضها بالعنيفة وخاصّة في مدينة سديروت معَ قوات خاصّة إسرائيلية استُدعيت على وجه السرعة لعينِ المكان. تحدثت وسائل الإعلام العبريّة وبعضها مقربٌ من الجيش عن تسلّل ما قالت إنها خلية مسلحة لداخلِ سديروت وذلك بعد نحو تسع ساعاتٍ من بداية عمليّة طوفان الأقصى. ردًا على الغارات الإسرائيلية الكثيفة على مناطق متفرقة من القطاع، عاودت كتائب القسام إطلاق رشقات صاروخية على عددٍ من المدن الإسرائيلية وخاصة مدينة عسقلان التي تعرَّض فيها 60 موقعًا للقصف. أسفرت صواريخ المقاومة الفلسطينية عن مقتلِ مستوطنَيْن اثنين من قاطني المدينة كما اشتعلت النيران في عدّة أماكن عدى عن الأضرار الماديّة التي طالت بعض المرافق والشوارع.
لم يقتصر توغّل المقاومين الفلسطينيين داخل سديروت فحسب، بل تعمقوا داخل بلدات أخرى وتحصنوا في بعض المنازل حيث خاضوا اشتباكات ضارية مع جنود الجيش الإسرائيلي وقوات النخبة في موقع إيرز العسكري الذي سيطرت عليه الفصائل الفلسطينيّة في الساعات الأولى من العمليّة، كما صوَّرت وسائل إعلام عبرية اشتباكات أخرى داخل أوفاكيم مع أنباء عن وقوعِ جرحى وقتلى في الطرفين. تحدثت القناة 13 الإسرائيلية عن وجودِ 50 رهينة في مستوطنة بئيري في يدِ من تصفهم بالمسلّحين الفلسطينيين مؤكّدة من مصادر شبه رسمية أنّ الجيش يخوضُ قتالًا في بلدة كفار عزة.

#### الرد الإسرائيلي
اعترفَ الجيش الإسرائيلي أنّ حماس بدأت عملية مزدوجة شملت إطلاق قذائف صاروخية وتسلل مسلحين إلى الأراضي الإسرائيلية، معلنًا رفعَ حالة التأهب لحالة الحرب بعد تسلل فلسطينيين إلى قلبِ إسرائيل، ومتوعدًا بأنّ حركة حماس ستدفعُ ثمنًا باهظًا. أعلنَ الجيش أعلى درجات الطوارئ العسكرية والأمنية، وفَرَضَ حالة طوارئ تشملُ حدود شمال وشرق قطاع غزة حتى تخوم تل أبيب وديمونا، كما أَغلقَ عديد الطرق والمواقع وتحول إلى طرق بديلة في المناطق القريبة من السياج الحدودي مع قطاع غزة، قبل أن يُؤكّد وزير الدفاع الإسرائيلي مساحة حالة الطوارئ والتي وصلت نطاق 80 كيلومترًا من القطاع. أوقفت السلطات الإسرائيلية الدراسة ومنعت التجمّعات في المستوطنات الجنوبية والوسطى بما في ذلك تل أبيب والقدس. خرجَ رئيس الوزراء الإسرائيلي بنيامين نتنياهو في مقطع فيديو مصوَّر أعلنَ فيه وبصريح العبارة قائلًا: «نحنُ في حالة حرب»، طالبًا مِن مَن سمَّاهم مواطني إسرائيل الانصياع لأوامر الجيش وقوات الأمن. استُدعي الآلاف من جنود الاحتياط من قطاعات الجيش كافة وأُرسلوا ضمنَ تعزيزاتٍ على الحدود مع القطاع وآخرون في الحدود الشمالية مع لبنان. أظهرت صور ومقاطع فيديو هروب مئات المستوطنين من مستوطنات غزة إلى الشمال، كما وثَّق فلسطينيون في القُدس هروب عشرات المستوطنين من حائط البراق بعد تفعيل صفارات الإنذار عقبَ وصول صواريخ المقاومة لسمائها. قصف الجيش الإسرائيلي سويعات بعد الاقتحام الفلسطيني للمستوطنات القطاع، حيث أغارت طائراته الحربية على مناطق متاخمة للسياج الأمني شرقي غزة، ثمّ عاود القصف بُعيد الثانية عشر مساءً بالتوقيت المحلي لكنّه استهدفَ هذه المرة سيارة إسعافٍ مدنيّة على باب مستشفى ناصر.

#### القصف المتبادل
أغارت مقاتلات إسرائيلية بُعيد الرابعة والنصف مساءً على مبنى جمعية خيرية وسط مدينة غزة ولم يُعرف من الجانب الفلسطيني ما إذا كانت هذه الغارة قد تسبّبت في حدوث ضحايا، لكنّ الجيش الإسرائيلي نشر بيانًا رسميًا قال فيه إنّ «مقاتلاتنا نفذت غارات أدت إلى مقتل العشرات من حماس»، ثم عاود الطيران الإسرائيلي الهجمات الجوية عبر غارة جديدة نفذها في الساعة 06:13 بالتوقيت المحلّي على برجٍ سكني يقعُ وسط مدينة غزة فدمّرته بالكامل، وعلى الرغمِ من عدم وقوع خسائر في الأرواح إلّا عشرات العائلات الفلسطينية كانت تعيشُ في منازل تُشكّل هذا البُرج السكني وصارت بعد تدميره في العراء. سُرعان ما جاء الرد الفلسطيني على لسان الناطق العسكري باسم كتائب القسام أبو عبيدة الذي نشر بيانًا قصيرًا قال فيه: «أما وقد قام الاحتلال بقصف برج فلسطين وسط مدينة غزة فعلى تل أبيب أن تقفَ على رجلٍ واحدة وتنتظر ردنا المزلزل». أطلقت فصائل المقاومة الفلسطينية في تمامِ الثامنة مساءً دفعة صاروخية جديدة تجاه مواقع ومدن إسرائيلية، حيث نقلت وسائل الإعلام العربية والدولية الرشقة الصاروخية بالصوت والصورة وأكّدت كتائب القسّام الأخبار حين أعلنت عن توجيه ضربة صاروخية كبيرة بـ 150 صاروخا نحو تل أبيب ردًا على قصف البرج السكني. نجحت بعضٌ من صواريخ المقاومة في تفادي القبة الحديدية ووصلت قلب تل أبيب حيث سقطَ بعضها في جفعاتايم شمالًا وبات يام و‌ريشون لتسيون جنوبًا أين أصابَ أحد الصواريخ مبنى بشكلٍ مباشر. تسبَّبت الرشقة الصاروخيّة كذلك في وقف جلسة الحكومة الإسرائيلية وذلك بعدما هرعَ الوزراء المشاركين في الجلسة للملاجئ عقبَ سماع صافرات الإنذار، فيما وثَّقت فيديوهات أخرى احتماء مسافرين في مطار بن غوريون الدولي.
في الوقت الذي تحدثت فيه هآرتس عن مسلحين فلسطينيين لا زالوا يُسيطرون على منطقة واسعة على طول الحدود مع غزة تشملُ مستوطنات ومواقع عسكرية رغم مرور أكثر من عشر ساعات على بدءِ طوفان غزة، وبعدما أكّدت كتائب القسام أنّ في قبضتها عشرات الأسرى من الضباط والجنود الذي نُقلوا لأنفاق آمنة، حاولَ المتحدث باسم الخارجية الإسرائيلية شنّ ما بدى أنها حربٌ نفسية على الفلسطينيين حينما أعلنَ أنّ إسرائيل ستُنفذ حملة على حركة حماس داخل غزة ملمحًا لتدخل برّي دون تقديمِ مزيدٍ من التفاصيل. سرت أخبارٌ غير مؤكّدة عن قصفِ مقاتلات إسرائيلية لمنزل القيادي الحمساوي في غزة يحيى السنوار. أغارت مقاتلات إسرائيليّة بُعيد الثامنة والنصف على مجموعةٍ من المواقع في بيت لاهيا شمالي القطاع، ثم كررت نفس الشيء لكن هذه المرة في مخيم الشابورة برفح جنوبي قطاع غزة وقصفت منزلًا هناك، ما تسبب بحسبِ وزارة الصحة الفلسطينية في وقوع عددٍ من القتلى والجرحى.
في غمرة القصف المتبادل بين فصائل المقاومة وسلاح الجو الإسرائيلي، خرجَ نتنياهو في بيانٍ مصوّرٍ جديدٍ وفيه أعاد تأكيد ما قاله وزرائه من قبل بأنّ «هذا اليوم قاسٍ لنا جميعًا وحماس تُريد قتلنا»، واصفًا ما جرى بأنّه غير مسبوق وأنّ الجيش الإسرائيلي سينتقم ويضرب حماس بلا هوادة مضيفًا أنّ هذه الحرب ستستغرقُ وقتًا وستشهدُ أيامًا جسيمة. مباشرةً بعد كلام نتنياهو صوَّرت وسائل إعلام عبرية حشود عسكرية كبيرة تتجهُ نحو مستوطنات غلاف غزة. اعترفَ الجيش الإسرائيلي أخيرًا بمقتل يوناتان شتاينبرغ قائد لواء ناحال خلال مواجهةٍ مع ما قال إنها معَ أحد المسلحين قُرب معبر كرم أبو سالم وذلك بعد نحو أزيد من 18 ساعة من بداية العمليّة الفلسطينية. نشرت كتائب القسام في ساعات متأخّرة مقطع فيديو يُظهر استهدافها لآلية إسرائيلية بصاروخ كورنيت ردًا على الغارات الإسرائيلية، والتي لم تتوقف حيث عاود الطيران الحربي قُبيل انتصاف الليل بدقائق استهداف مواقع لما قال إنها للفصائل المسلّحة غرب غزة فضلًا عن استهدافهِ لسوقٍ مركزي في بيت حانون شمالي القطاع. سُرعان ما ردَّت الفصائل عبر إطلاق دفعة جديدة من الصواريخ من غزة باتجاه المستوطنات والبلدات الإسرائيلية، ثمّ عاودت الطائرات الإسرائيلية الهجوم الجوّي على القطاع عبر استهداف مقر الشؤون المدنية التابع لوزارة الداخلية في بيت حانون ما تسبَّب في دماره بالكامل.

### اليوم الثاني

#### استمرار الاشتباكات
دخل اليوم الثاني من عمليّة طوفان الأقصى مع استمرارٍ واضحٍ للاشتباكات وتبادلٍ للقصف وسطَ مزيدٍ من التوتّر بين فصائل المقاومة وعلى رأسها حماس وبين إسرائيل التي ظلَّ قادتها يهددون بتدمير الحركة والقضاء كليًا على كلّ قدراتها. البداية كانت قُبيل الثانية صباحًا بقليل حينما جدَّدت الطائرات الإسرائيلية غاراتها على مدينة غزة مستهدفةً مقر بنك الإنتاج في شارع عمر المختار ما تسبَّب في تدميره. لم تمضِ أقلّ من دقائق معدودة حتى أطلقت المقاومة الفلسطينية قذائف صاروخية تجاه مواقع ومدن إسرائيلية مُحَاذِيَة للقطاع وذلك في إطارِ ردّها على الهجمات الإسرائيلية وفي محاولةٍ منها كما يبدو لتثبيت معادلة الردع الجديدة والتي تتضمّن مبدأُ المعاملة بالمثل والردّ على القصف بآخر. خلال تبادل إطلاق الصواريخ بين الطرفين وحشد الإسرائيليين لقواتهم على الحدود مع القطاع، كان بعضٌ من المقاومين الذين دخلوا المستوطنات الإسرائيلية منذ بداية العملية مستمرين في خوض اشتباكاتٍ عنيفة وقويّة مع قوات النخبة في الجيش الإسرائيلي مع حديثٍ عن احتجازهم لعددٍ من الأسرى، وخاصة في مستوطنة أوفاكيم التي أُصيبَ فيها 3 جنود إسرائيليين أثناء الاشتباكات مع المقاومين المسلّحين، أما سديروت فقد شهدت المعارك الأكبر بعدما اقتحمها المقاومون بأعداد ملحوظة وتحصنوا في عددٍ من المنازل والمقار داخلها، ما دفع الجيش الإسرائيلي بعد نحو 21 ساعة من بدء العملية لقصفٍ منزل داخل المستوطنة بالصواريخ بعدما فشل في اقتحامه والمقاومون داخله.
| ”                                                                       | تمكنا من التسلل لعددٍ من مواقع الاشتباك في صوفا وحوليت ويتيد لمدِّ مجاهدينا بالقوات والعتاد. | “ |
| —كتائب القسام في بيانٍ لها صباح الثامن من أكتوبر (اليوم الثاني للعمليّة). |                                                                                           |   |

هزَّت انفجارات عنيفة بُعيد الثالثة والنصف صباحًا مدينة غزة بعدَ غارات إسرائيلية على المدينة. زعمت هيئة البث الإسرائيلية في تقريرٍ لاحقٍ أنّ الغارات الأخيرة وما لحقها قد طالت منازل قيادات حماس بغزة بينهم يحيى السنوار ونزار عوض الله و‌فتحي حماد. هدأت الأوضاع لوقت وجيز قبل أن تعود المقاتلات الحربية بعد السادسة والنصف صباحًا لشنّ غارات جوية استهدفت هذه المرة برجًا سكنيًا في حي النصر بمدينة غزة وسطَ أنباءٍ عن وقوع ضحايا. نشرت كتائب القسام بيانًا تحديثيًا قالت فيه إنّ «مجاهديها لا يزالون يخوضون اشتباكاتٍ ضاريةٍ في عدة مواقع قتال داخل أراضينا المحتلة»، وما هي إلّا دقائق حتى سرت أخبارٌ عن إرسال الكتائب لمزيدٍ من مقاتليها لدعمِ وإسناد من توغلوا داخل المستوطنات الإسرائيلية. جاء التأكيد من الشرطة الإسرائيلية التي قالت إنّ المسلحين الفلسطينيين ما زالوا «داخل الحدود»، بينما ذكر الجيش الإسرائيلي أنه تصدى في حوالي التاسعة صباحًا لمقاتلين فلسطينيين حاولوا التسلل إلى مستوطنة عين هبسور في غلاف غزة. كانَ الهجوم الفلسطيني بحسبِ الصحافة العبرية والعالمية لافتًا كما أنّ أساليب الحرب التي اعتمدتها كتائب القسام وطريقة تسييرها جاءت مغايرة ومختلفة عن الحروب والاشتباكات السابقة. لقد اقتحمت الكتائب مناطق غلاف غزة برًا وجوًا وبحرًا، كما استعملت أسلحة مختلفة منها الطائرات المسيرة الانتحارية كما ظهر ذلك في فيديو نشره الإعلام الحربي للقسام. وجَّهت كتائب القسام قبل الحادية عشر صباحًا بقليل ضربة صاروخية وصفتها بالكبيرة لمدينة سديروت بنحو 100 صاروخ وذلك ردًا على ما وصفته باستهدافِ البيوت الآمنة. تسبّب قصفها الصاروخي والذي اعترضت القبة الحديدية بعضًا منه في وقوع إصابة حرجة لمستوطن إسرائيلي بعدما سقطت قذيفة على مبنى سكني كان به.

#### المناوشات من حزب الله
خلال بثٍّ مباشر بعد السابعة صباحًا نقلَ مراسل قناة الجزيرة خبر سماع دوي انفجارات في مزارع شبعا و‌تلال كفرشوبا المحتلتين جنوب لبنان، وما هي إلّا دقائق حتى أعلنت إذاعة الجيش الإسرائيلي عن إطلاق قذائف هاون من داخل لبنان نحو مواقع للجيش الإسرائيلي في المزارع وجبل الشيخ. أصابت القذائف التي أُطلقت من لبنان بحسبِ وكالة رويترز للأنباء نقلًا عن مصادر أمنيّة موقعًا عسكريًا إسرائيليًا في مزارع شبعا، فردّت الأخيرة عبر قصفٍ بالمدفعية لما قالت إنها «أهدافٌ في جنوب لبنان»، فعاودَ حزب الله القصف مجددًا معلنًا عن استهدافه لموقع رويسات العلم الإسرائيلي ومواقع أخرى بأعدادٍ كبيرةٍ من قذائف المدفعية والصواريخ الموجهة.

#### القتال داخل المستوطنات الإسرائيلية
رغم مرور أزيد من 30 ساعة على بداية عملية طوفان الأقصى، فقد فشل الجيش الإسرائيلي في السيطرة على البلدات في غلاف غزة وبخاصة سديروت وناحل عوز وكيسوفيم وكفار عزة. تمكَّن مقاومون فلسطينيون وعددهم أربعة من الاستيلاءِ على سيارة ركاب على مفرق مفكيعيم، وأعلنت الشرطة الإسرائيليّة أنها تُطاردهم. خاض المقاومون المسلّحون اشتباكات مع الجيش ومع مستوطنين مسلّحين في الطريق، وأفادت الأنباء من المصادر العبرية عن قتلهم لـ 15 إسرائيليًا بعدما توغلوا في العُمق أكثر فأكثر، إلى أن حُوصروا أخيرًا في طريقٍ سيّار وكما ظهر في مقطع فيديو صوّره أحد المستوطنين فقد ترجَّل المقاومون من السيارة وخاضوا اشتباكًا جديدًا مع المجنّدين الذي كانوا بالعشرات فقُتلوا في عينِ المكان. بالتزامنِ مع هذه الاشتباكات في «الداخل الإسرائيلي»، واصلَ الجيش إرسال تعزيزات عسكرية كبيرة من دبابات ومجنزرات ثقيلة صوبَ الحدود مع غزة.
أعلنَ القسام في تمامِ الواحدة مساءً أنّ مقاتلي كوماندوز من النخبة نفذوا عملية ناجحة بخمس زوارق على شواطئ عسقلان وسيطروا على مواقع هناك ثم قتلوا عددًا من الجنود، وتحدثت وسائل إعلام عربية وعبرية عن اشتباكات عنيفة تدورُ بين مقاومين مسلَّحين وجنود إسرائيليين في كيبوتس ماغين شرق غزة، وهو الاشتباك الذي استعانَ فيه الجيش بقوات المدفعيّة وسطَ أنباء عن تقهقره هناك، كما سرت أخبارٌ غير مؤكّدة عن رفعِ المقاومين لعلم حماس الأخضر فوق موقع كيسوفيم العسكري بعد سقوطِ الموقع في يدها عقبَ اشتباكات ضارية مع جيش الاحتلال. نشرَ الإعلام الحربي لكتائب القسام بيانًا عسكريًا جديدًا تحتَ بند سُمح بالنشر، حيث أعلنَ فيه عن مشاركة سلاح الجو التابع للكتائب منذ اللحظات الأولى لمعركة طوفان الأقصى، موثقًا ذلك بمقطع فيديو يُظهر استعمالهم لـ 35 مسيرة انتحارية من طراز الزواري في جميع محاور القتال.

#### المصادقة على بند الحرب
حاولت إسرائيل التي قتلت في هجومها الملحوظ الأخير على قطاع غزة يوم 9 أيار/مايو 2023 والذي سمَّته عملية السهم والدرع نحو 31 فلسطينيًا بينهم 24 من المدنيين استجداء العطف كما شنَّت حربًا إعلاميّة لوصفِ فصائل المقاومة بـ «الإرهاب»، بل وصلَ الأمر حدّ مطالبة المندوب الإسرائيلي بمجلس الأمن بتضامنٍ ودعمٍ من جميع أطراف المجتمع الدولي. سُرعان ما لبَّت الدول الحليفة لها الدعوة وأكثر حين أعلنَ وزير الدفاع الأمريكي لويد أوستن أنّ البنتاغون سيعمل على توفير كل ما تحتاجه تل أبيب للدفاع عن نفسها. شهد هذا اليوم مصادقة المجلس الوزاري المصغّر وبشكلٍ رسمي على دخول إسرائيل في حالة حرب، وتلى ذلك بيانٌ لقائد الجيش الإسرائيلي هو الأول منذ بداية العملية الفلسطينية ومما جاء فيه: «إنّه وقتُ الحرب». حظيت إسرائيل مباشرة بعد إعلان الحرب وكما هو الحال منذ عشرات السنين بدعمٍ ومساندةٍ من أغلب الدول الغربية بالإضافة للولايات المتحدة التي وصفَ وزير خارجيتها أنتوني بلينكن عملية طوفان الأقصى بأنها «أسوأ هجومٍ على إسرائيل منذ عام 1973» واصفًا إيّاه بـ«العمل الإرهابي». ما هي إلّا ساعاتٌ قليلة حتى نقلت وسائل إعلام أمريكية عن مصادر رسمية في الجيش الأمريكي تحريك الأخير لحاملة الطائرات يو إس إس جيرالد فورد نحو الشرق الأوسط وعلى مقربةٍ من إسرائيل لـ «إظهار دعم واشنطن».

### اليوم الثالث

#### تكثيف الغارات
كثَّفت إسرائيل منذ الساعة الأولى لليوم الثالث غاراتها الجويّة العنيفة على قطاع غزة، حيث أغارت على منزلٍ من دون سابق إنذار في رفح ما تسبّب في وقوع مجزرة حيث قُتل في هذه الضربة ما لا يقلُّ عن 9 فلسطينيين في حصيلة أوليّة مرشحة للارتفاع، وبُعيد الثالثة صباحًا عاودَ سلاح الجوّ غاراته العنيفة حينما أزال منزل ثاني من على الأرض وجعله ركامًا وهذه المرة بشرق خان يونس وهي الغارة التي راحَ فيها 3 فلسطينيين على الأقل مع عددٍ غير معلومٍ من الجرحى. ولم يُميّز القصف الإسرائيلي العنيف بين مقاومين مسلّحين ومدنيين، كما لم يُفرّق بين المنازل المدنية والمرافق العسكريّة بل طالَ المساجد هي الأخرى، والبنوك أيضًا بعدما كانت المقاتلات الحربية الإسرائيلية قد أغارت قبل ساعاتٍ قليلة على مقر البنك الوطني الإسلامي في حي الرمال ولم يُعرف سبب ضمّه لـ «بنك الأهداف» الخاص بتل أبيب.
استمرَّت الغارات العنيفة والواسعة على عددٍ من المواقع داخل قطاع غزة، في الوقت الذي كانت فيه الأخيرة تُحاول إحصاء ضحاياها وإنقاذ جرحاها خاصة بعدما ارتفعَ عدد القتلى في الغارة الجوية الأولى برفح إلى 18 فلسطينيًا، وازدادت معاناة الفلسطينيين بسبب عدم قدرة طواقم الإسعاف عن الوصول لمواقع القصف في أكثر من منطقة إمّا بسبب كثافة الغارات أو بسببِ تدمير الغارات نفسها للطرق الرئيسية. كان لدير البلح نصيبٌ هي الأخرى من الغارات الجوية الإسرائيلية التي قتل فيها 3 فلسطينيين على الأقل منهم مدنيين، أما تل الزعتر الواقعةِ شمالي قطاع غزة فقد قُتل فيها 4 فلسطينيين بسببِ سلسلة غارات عنيفة على أحد المنازل في المدينة، كما قَتلت إسرائيل في حدود السابعة والنصف صباحًا (بالتوقيت المحلي) طفلتين شقيقتين في قصفها على حيّ الزيتون.
أعلنَ الجيش الإسرائيلي أنّ قصفه طالَ مقرات عملياتية لحركة حماس ومبنى لنشطاء من الحركة، مضيفًا أنّ أكثر من 500 «هدف استراتيجي» للمنظمات قد تعرّض للغارات الجوية في القطاع، لكنّ وزارة الداخلية في غزة خرجت ببيانٍ مضاد ومُقابل أكّدت فيه تصعيد الاحتلال من عدوانه وحربه بشنّه مئات الغارات بشكل متلاحق في ساعات محدودة كما شرحت، موضّحة كيف أنّ جُلَّ الأهداف هي أبراج وعمارات سكنية ومنشآت مدنية عدى عن العديدِ من المساجد، وهي الغارات التي قالت إنها خلفت قتلى ومصابين معظمهم من النساء والأطفال.

#### مجزرة جباليا
أعلنَ الناطق باسم الجيش الإسرائيلي أنّ طائرات سلاح الجو أسقطت منذ بداية الحرب (في نحو 50 ساعة فحسب) أكثر من 1000 طن من القنابل على غزة، وجرى استدعاء 300 ألف جندي احتياط في أكبر عملية من نوعها على الإطلاق. شنَّت طائرات الاحتلال الإسرائيلي بدءًا من العاشرة إلّا رُبع صباحًا غارات عنيفة جدًا ومتكرّرة على مواقع جنوب وشرق مدينة غزة، أما القصف الأعنف إطلاقًا – حتى صباح اليوم الثالث من الاشتباكات – فقد كان على سوقٍ شعبي في مدينة جباليا حيث سُمعت أصوات الانفجارات من أماكن بعيدة. كانَ من الواضحِ أنّ القصف سيُخلّف عددًا كبيرًا من الضحايا بسببِ شدّة الاستهداف أولًا وبسببِ المكان الذي تعرض للاستهداف. أظهرت مقاطع فيديو بُثّت دقائق ما بعد القصف دمارًا مهولًا وخرابًا كبيرًا حيث انهارَ منزلينِ كبيرين بالكامل، ووثَّقت مقاطع فيديو لاحقة الجثث متطايرة في أماكن مختلفة من الشارع مع وجودِ محاصرين تحتَ الأنقاض وجرحى في كلّ مكان. بلغَ عددُ الضحايا في حصيلة أوليّة ما لا يقلُّ عن 50 قتيلًا أغلبهم من المدنيين عدى عن عشرات الجرحى. لم يكتفِ سلاح الجو الإسرائيلي بالغارات العشوائية التي طالت خمسة مساجد في يومين وبنكًا فضلًا عن عشرات المنازل، بل قصفَ سيّارة إسعاف كانت تقلُّ جرحى ومصابين وأظهر مقطع فيديو صوَّره أحد الفلسطينيين في عينِ المكان آثار القصف على سيّارة الإسعاف ومحيطها. ردَّت فصائل المقاومة على مجزرة جباليا عبر توجيه ضربة صاروخيّة لأسدود وعسقلان بنحو 120 صاروخًا لكنّ نظام القبة الحديدية استطاع اعتراض جزء كبير من هذه الصواريخ بينما مرَّت أخرى وسقطت داخل المستوطنتين وسطَ حديثٍ عن أربع جرحى في صفوفِ الإسرائيليين أحدهم إصاباته حرجة.

#### المناوشات على الحدود اللبنانية الإسرائيلية
أكّدت وسائل إعلام محلية لبنانية أنّ اشتباكاتٍ وقعت بين عناصر من حزب الله وجنود الاحتلال الإسرائيلي قُرب بلدة الظهيرة الحدودية، فيما أفادت وكالة الأنباء اللبنانيَّة بأن قوات الاحتلال الإسرائيلي قصفت بالمدفعية بلدة الظهيرة في القطاع الغربي وصولًا إلى بلدات مروحين والبستان والزلوطية. من جانبها قالت قناة 13 العبرية أنّ الجيش الإسرائيلي أعلن أنّ عددًا من الأفراد تسللوا إلى الأراضي الإسرائيلية من لبنان بعد تفجير السياج الحدودي فحصلت اشتباكاتٌ بين الطرفين نجم عنها مقتل لبنانيين اثنين على الأقل فيما جُرح في الجانب الإسرائيلي 6 مجنّدين أحدهم حالته خطيرة. أصدر حزب الله بيانًا رسميًا في وقتٍ لاحق، وفيه نعى 4 من مُقاتليه نتيجةً لما سمَّاها «الاعتداءات الإسرائيلية على البلدات والقرى اللبنانيَّة». تطوّّرت الأمور لاحقًا حين قامت مجموعاتٌ تابعة للحزبِ اللبناني المدعومِ إيرانيًا بمهاجمة ثكنة برانيت وهي مركز قيادة فرقة الجليل، وثكنة أفيفيم وهي مركز قيادة كتيبة تابعة للواء الغربي بعددٍ من الصواريخ وقذائف الهاون دون حديثٍ عن وقوع قتلى. تبنّى الحزب المسؤولية عن الهجومان وقالَ إنها «ردٌّ أولي على مقتل عناصرنا في جنوب لبنان». اعترفَ الجيش الإسرائيلي بعد مرور عدة ساعات على الاشتباكات مع المسلّحين على الحدود الإسرائيلية اللبنانية بمقتل نائب قائد اللواء 300، وكان لافتًا تبنّي سرايا القُدس لهذه العملية بعد تضاربٍ حول هويّة المشتبكين وما إذا كانوا من حزب الله أم من الفصائل الفلسطينية الناشطة في لبنان.

#### الاشتباكات المسائية
سويعاتٌ قليلة بعد مجزرة جباليا حتى عادت الطائرات الحربية الإسرائيلية لتُغير على المنازل من جديد حيث قصفت في تمام الرابعة مساءً منزلًا مأهولًا في خانيونس جنوبي قطاع غزة ما تسبب في مقتل فلسطينيين اثنين على الأقل وجرحِ آخرين. ردَّت كتائب القسام سريعًا عبر رشقة صاروخيّة صوبَ مدينة القدس المحتلّة، وهي الرشقة التي نجم عنها بحسبِ نجمة داوود الحمراء إصابة 4 إسرائيليين في مستوطنة بيتار عيليت. أضافت إسرائيل لبنكِ أهدافها شركات الاتصالات بعدما قصفت شركة الاتصالات الفلسطينية ما تسبَّب في انقطاعِ خدمة الإنترنت لبعض الوقت ورأى محللون في هذا محاولة من تل أبيب لفرضِ حصار مطبق وخانق على القطاع بحيث يُمنع من كلّ مقومات الحياة بما في ذلك الماء والكهرباء والطعام وحتى الاتصالات. استمرّت الغارات الإسرائيلية على مدار الساعات اللاحقة من مساء اليوم الثالث للعمليّة ولو بشكل متفرّق وأخفّ حدة مما كانت عليه في الصباح حيث طالت منزلًا في مخيم البريج (وسط القطاع) أوقع عددًا من الضحايا، ومنزلًا آخر في خان يونس (جنوب القطاع) تسبّب هو الآخر في مقتل 3 فلسطينيين على الأقل وعددٍ غير معروفٍ من الجرحى. جدير بالذكرِ هنا أنه ومن ضمنِ المنازل التي قصفتها إسرائيل خلال غاراتها المسائية العنيفة على القطاع كان منزل الصحفي الفلسطيني في قناة الجزيرة تامر المسحال مقدم البرنامج الاستقصائي الشهير ما خفي أعظم والذي فضحَ فيه الرواية الإسرائيليّة حول عددٍ من المواضيع في أكثر من مرة.

#### حرب التصريحات
استمرَّ التجييش الإسرائيلي على القطاع حيث أمر وزير الدفاع بفرض حصارٍ كاملٍ على غزة من خلال قطعِ الكهرباء والطعام وحتى الوقود، بل وصفَ المقاومين والفلسطينيين ممن تُحاربهم إسرائيل بـ «الحيوانات البشريّة»، وهو التصريح الذي أثار جدلًا كبيرًا ووصل صداه بعض الأوساط الغربية حتى أنّ منظمة هيومن رايتس ووتش الحقوقيّة وصفت التصريحات بـ «المُقزّزة». نشرت كتائب القسام في حوالي الثامنة مساءً رسالة صوتيّة للمتحدث باسمها أبو عُبيدة، والتي افتتحها بالحديث عن كيف أنّ «العدو لا يفهمُ لغة الإنسانية والأخلاق وسنُخاطبه باللغة التي يعرفها». أكّد الناطق باسمِ القسام والمُلقَّب بالملثم أنّ الحركة «تجرَّعت الألم تجاه ما حصل لعائلات كثيرة بغزة من إجرام صهيوني فاشي» وهو ما دفعها لوضع حدٍ لهذا الإجرام بالقولِ «إنَّ كل استهدافٍ لشعبنا دون سابق إنذار سنقابله بإعدام رهينةٍ من المدنيين» في إطارِ التعامل بالمثل كما شَرح محمّلًا تل أبيب وأمام العالم مسؤولية هذا القرار عقبَ الغارات العنيفة والتي تسبّبت في مقتل عشرات الفلسطينيين أغلبهم من المدنيين كما حصل في مجزرة جباليا والتي راحَ ضحيّتها 50 فلسطينيًا على الأقل ومئات الجرحى.
خرجَ رئيس الوزراء الإسرائيلي بعد أقلّ من ساعتين من بيان أبو عبيدة الصوتي في مقطع فيديو قال فيه إنّ حماس هي من طلبت الحرب وستُواجه حربًا، واعترفَ بالرغبة الحكومية الإسرائيلية في تأمينِ ما سمَّاهُ بـ «الدعم الدولي» لضمانِ التحرّك بهامش حرية كبير، متوعدًا حركة المقاومة بأنّ كل مكانٍ تعمل منه سيتحول إلى خراب، كما تفاخرَ نتنياهو بالقول إنّ ما سيفعله جيشه بمن وصفهم بالأعداء سيتردد صداه لأجيال. استمرَّت حربُ التصريحات الإعلاميّة حينما ظهر أبو عبيدة من جديد وهذه المرة في مقطع فيديو أطول شرحَ فيه السبب الرئيسي لإعلان معركة طوفان الأقصى وهو ذاته السبب الذي تحدث عنه الضيف في أول ساعات العمليّة. شنَّ أبو عبيدة في بيانه هجومًا ضمنيًا على الجيش الإسرائيلي فقالَ إنّ «العدو عاجزٌ عن مواجهة مقاتلينا على مدار أكثر من 60 ساعة حتى الآن»، وأكّد أنّ مقاتلي الحركة الفلسطينية أسقطوا كامل فرقة غزة في جيشِ الاحتلال، كما كرّر الحديث عن القصف الإسرائيلي للمنشآت المدنية وقتل الأطفال وسخر من تهديدهم بحرب برية مضيفًا أنّ الفصائل جاهزة لمعركة طويلة ومستعدة لكل الاحتمالات.

### اليوم الرابع

#### اغتيال الصحفيين
بُعيد الثالثة صباحًا من اليوم الرابع للمعركة، أغارت طائرات الاحتلال الإسرائيلي ومن دون سابق إنذار على برجٍ سكني يقعُ غرب مدينة غزة. كان بالبرجِ عددٌ من الصحفيين الفلسطينيين المعروفِ تمركزهم فيه منذ مدة، حيث ينقلون ما يجري في المدينة ويُصوّرون الغارات الإسرائيلية وردود فعل فصائل المقاومة وغيرها من الأحداث. تسببت الغارة الإسرائيلية في مقتل ما لا يقلُّ عن 3 صحفيين دفعة واحدة وهم سعيد رضوان الطويل من سكان محافظة رفح جنوبًا ويعمل رئيس تحرير موقع الخامسة للأنباء، والصحفي محمد رزق صبح من سكان غزة ويعمل مصورا لوكالة خبر، ثم الصحفي هشام النواجحة من سكان محافظة رفح والذي أُصيبَ بجراح خطيرة أدخل على إثرها لغرفة العناية المشددة في مجمع الشفاء الطبي لكنّه فارق الحياة بعد ذلك. أظهرت مقاطع مصوّرة لحظة الغارة الإسرائيلية الصحفيين وهم يرتدون لباس الصحافة يل إنّ أحدهم شُيّع بسترته الصحفيّة التي كان يرتديها لحظة القصف والمليئة بالدماء.

#### تبادل القصف
قصفت ألوية الناصر صلاح الدين في حوالي العاشرة صباحًا مستوطنات غلاف غزة وخاصة عسقلان ونتيف هعسارا وزكيم بعشرات الصواريخ ردًا على «المجازر الإسرائيليّة بحقِّ المدنيين»، بينما استمرّت الغارات الجوية على مناطق متفرقة من القطاع وسياسة استهداف المنازل في جباليا والذي أوقعَ عددًا من الضحايا. واصلَ الجيش الإسرائيلي الدفع بمزيدٍ من التعزيزات العسكرية إلى منطقة غلاف غزة، مؤكّدًا أنه أنشأ بواسطةِ الدبابات جدارًا من حديد على السياج الحدودي مع غزة وذكر بصريحِ العبارة أنّ «كل من يقترب منه سيُقتل». مع انتصافِ النهار سدَّدت فصائل المقاومة دفعات صاروخية استهدفت عبرها جنوب عسقلان، وردّ الطيران الحربي الإسرائيلي عبر قصفِ مناطق في غزة بل أغارَ على منطقةٍ ما في معبر رفح الذي يربطُ الجانبين الفلسطيني والمصري ما منعَ حركة المسافرين المتعطّلة أساسًا. لم تكتفِ إسرائيل بالهجوم الجوي على معبر رفح فحسب، بل نقلت القناة 12 العبرية عن مصدر رسمي في الجيش قوله إنّ إسرائيل هدَّدت مصر بضرب أي شاحناتٍ تحملُ مساعداتٍ تحاول الدخول إلى غزة من معبر رفح. استهدفَ الإسرائيليون منزلًا في مخيم النصيرات وسط قطاع غزة، وبسرعةٍ ردَّت المقاومة عبرَ قصف صاروخي مكثف على بلدة تلمي إلياهو في غلاف غزة الجنوبي والذي تسبب في مقتلِ مستوطنين اثنين وإصابة اثنين آخرَين بجروح خطيرة بحسبِ الإسعاف الإسرائيلي.

#### الصواريخ على عسقلان
بحلول الثالثة وستّ دقائق (بالتوقيت المحلي) خرجَ الناطق باسم كتائب القسام أبو عبيدة في بيانٍ كتابي جديد أعلن فيه إمهال سكان مدينة عسقلان المحتلة ساعتين لمغادرتها قبل أن تطالها صواريخُ المقاومة في الساعة الخامسة من مساء نفس اليوم مختتمًا بيانه بعبارة «قد أعذر من أنذر»، وفي تمامِ الخامسة مساءً خرجت دفعة مكثفة من الصواريخ من قطاع غزة نحو عسقلان بعدَ انتهاء المهلة التي منحتها القسام لإخلاء المدينة. أكّد مراسل قناة الجزيرة إلياس كرام خلال بثٍّ مباشرٍ أنّ القصف كثيف وغير مسبوقٍ على عسقلان ومثله ذهبَ عددٌ من الصحفيين الفلسطينيين الذي كانوا ينقلون الأخبار من موقعِ الحدث. أكّدت كتائب القسام أنها ستُواصل دكَّ عسقلان حتى تهجيرها إذا لم يُوقِف الاحتلال سياسة تهجير المدنيين، وما هي إلّا دقائق عقبَ هذا البيان حتى خرجت دفعة جديدة من الصواريخ صوبَ المستوطنة الإسرائيلية القريبة من حدودِ القطاع وسُمعت أصوات انفجارات كبيرة في السماء بعد تصدّي القبة الحديدية لعددٍ من الصواريخ.

#### الدعم الأمريكي لإسرائيل
عقد الرئيس الأمريكي جو بايدن رفقة نائبته كامالا هاريس ووزير خارجيته أنتوني بلينكن مؤتمرًا صحيفًا رسميًا في حوالي التاسعة والنصف (السادسة والنصف بتوقيت جرينتش)، وفيه هاجمَ باين حركة حماس حيث وصفها بـ «المنظمة الإرهابية التي تهدفُ لقتل اليهود» بل قارنها مع تنظيم الدولة الإسلامية (داعش) ثم أبدى دعمًا صريحًا ومباشِرًا لإسرائيل بالقول إنّ الولايات المتحدة تقفُ إلى جانبها وتدعمها وستلبي كل الاحتياجات اللازمة لها. استطاعت وسائل إعلام أمريكية نقلًا عن مصادر رسميّة في البيت الأبيض التأكّد من وصولِ دفعة أولى فعليًا من المساعدات الأمنية إلى إسرائيل، وهو الذي أكّده الجيش عبر بيانٍ رسمي بعد ساعاتٍ من حديث الصحافة حينما أعلنَ وصول أول طائرة تحملُ ذخيرة أمريكية متقدمة ستسمحُ بتنفيذ ما وصفها بالضربات الكبيرة وبالاستعداد لكل السيناريوهات. رفضت حركة حماس التي لم تحصل على أيّ دعمٍ عسكري عربي ولا إسلامي ولا حتى دولي ما وردَ في خطاب بايدن الذي وصفته بـ «المغالَطات» مؤكّدة حق الشعب الفلسطيني في المقاومة وإنهاء الاحتلال، كما استنكرت تصريحات الرئيس التحريضية والتي تزامنت مع تصاعد العدوان الإسرائيلي الهمجي على الفلسطينيين كما جاء في بيانها.

#### المناوشات مع لبنان وسوريا
تزامنًا مع القصفِ المكثف على عسقلان، دوت صفارات الإنذار في الجليل الغربي بعدما رصدت منظومة القبة الحديدية الدفاعيّة إطلاق صواريخ من القليلة جنوبي لبنان. عادت المناوشات بين حزب الله والجيش الإسرائيلي بعدما قالَ الأخير إنّه هاجمَ بالدبابات مواقع مراقبة تابعة للحزب ردًا على إطلاق نار من الأراضي اللبنانية، فيما ردَّ الحزب عبر قصفٍ بصاروخٍٍ موجهٍ لآلية إسرائيلية في مستوطنة أفيفيم ما تسبّب في تدميرها بالكامل بعدما التهمتها ألسنة اللهب واعترفَ بشكل رسمي بمسؤوليّته عن هذه العمليّة والتي لم تُوقع جرحى أو قتلى في الجانبِ الإسرائيلي. قالَ الجيش الإسرائيلي في العاشر والنصف مساءً إنّه قد رصدَ «إطلاق قذائف من الأراضي السورية سقط بعضها في مناطق مفتوحة في إسرائيل»، وردَّ على المكان الذي انطلق منه «الهجوم» داخل سوريا عبر قذائف المدفعيّة والهاون دون وقوعِ إصابات.

### اليوم الخامس

#### الغارات الإسرائيلية والرد الفلسطيني
استمرّت الغارات الإسرائيلية الصباحيّة على قطاع غزة والتي لم تتوقف تقريبًا بين كل ساعة وأخرى، حيث استهدفت الطائرات الحربية مناطق عدة ومتفرقة من القطاع وسطَ حديثٍ عن وقوعِ عددٍ من الضحايا خاصّة في خان يونس التي تعرّضت بعضٌ من أحيائها لما يُشبه الإبادة وسُويّت أجزاءٌ كبيرةٌ من شوارعها بالأرض فضلًا عن عشرات المنازل التي سقطت منذُ بداية الغارات الجويّة على المدينة. قصفت سرايا القدس الذراع العسكري لحركة الجهاد معَ انتصاف النهار مستوطنة سديروت بدفعة صاروخية اعترضتها القبة الحديدية، كما استهدفت الفصائل الفلسطينية معبر إيرز (بيت حانون) بالصواريخ فضلًا عن إطلاف دفعات صاروخية مكثفة صوبَ عسقلان ردًا على تهجير المدنيين كما قالت كتائب القسام في بيانها. اعترضت القبة الحديدية أغلب الصواريخ ومع ذلك فقد مرّ بعضها الآخر حيث سقطَ أحدهم على أحد المباني داخل المستوطنة ما تسبّبَ في إصابة مستوطنَين اثنين.
طالت الغارات الإسرائيلية العشوائية منازل المدنيين وبرّرت إسرائيل هذه الاستهدافات بدعوى تحصّن عناصر القسام داخل المنازل المستهدفة، ومع ذلك فإنّ الصواريخ الإسرائيلية ضربت حتى سيارات الإسعاف حيث أعلنَ الهلال الأحمر الفلسطيني عن مقتلِ 3 مسعفين شمالي غزة عقبَ غارة صهيونية ضربت سيارة إسعافٍ بشكل مباشر. انتقدت وزارة الصحة الفلسطينية في القطاع الاحتلال الإسرائيلي عقبَ المجزرة في حقِّ مسعفيها وقالت إنّ هذا المحتلّ لا يعترفُ بالإشارة الدولية لطواقم الإسعاف منتقدةً صمت العالَم والذي لا يتحرّك.غارة صهيونية ضربت سيارة إسعافٍ بشكل مباشر. أطلقت فصائل المقاومة رشقة صاروخية جديدة ذات مدى بعيد حيثُ استهدفت هذه المرة تل أبيب وضواحيها الجنوبية التي دوت فيها صفارات الإنذار قبل أن تُسمع أصوات انفجاراتٍ في السماء ناجمة عن اعتراضات القبة الحديدية. أصابَ أحدُ الصواريخ الذي فشلت القبّة في اعتراضه أحد المباني بضاحية ريشون لتسيون في تل أبيب لكنّه لم يُسفر عن جرحى أو قتلى بعدما توجّه أغلبُ سكان الضاحية للملاجئ عقبَ سماع الصفارات. أظهرت البيانات الملاحية من منظمة فلايت رادار 24 تعذر هبوط عدد من الطائرات بمطار بن غوريون فيما أجّلت رحلات أخرى مواعيد انطلاقها. عاودت الطائرات الحربية الإسرائيلية غاراتها المسائية على القطاع وخاصة منطقة النصيرات التي سقطَ فيها قتلى وجرحى بالعشرات، قبل أن تردُّ السرايا فيما تُسمّيها تاسعة البهاء عبر إطلاق عددٍ من الصواريخ نحو المستوطنات الإسرائيلية في غلاف غزة وركّزت قصفها سديروت وزيكيم ونتيف هعسراه.

#### اشتباكات الضهيرة
استهدفَ حزب الله قُبيل الحادية عشر صباحًا عبرَ صاروخين موجهين موقع الضهيرة الاسرائيلي الحدودي جنوب لبنان، وتحدثت مصادر من الحزب لقنوات وصُحف محليّة عن تحقيقِ إصابات في صفوف القوات الإسرائيلية وسقوطِ قتلى وجرحى. ردَّت مدفعية الجيش الإسرائيلي على هذا الاستهداف عبر قصف مواقع داخل الأراضي اللبنانية. نشر حزب الله في وقتٍ لاحقٍ مقطع فيديو يُوثّق استهدافه لمجموعة جنودٍ إسرائيليين في موقع الجرداح العسكري شمالي إسرائيل.

#### التوتر الأمني الإسرائيلي
تحدثت مصادر رسميّة عشية هذا اليوم عنِ الاشتباه باختراق 15 طائرة شراعية على متنها مقاتلون من لبنان إلى منطقة أفيفيم، ثم أكّد الجيش الإسرائيلي ذلك في بيانٍ رسمي واصفًا هذا الاشتباه بـ «معلومات أولية». سُمعت صفارات الإنذار تدوي في عددٍ من المدن بما في ذلك بيسان و‌طبريا و‌صفد ثم طُلب من المستوطنين دخول الملاجئ وما هي إلّا دقائق حتى تراجعَ الجيش عن هذا الطلب معترفًا أنّ الإنذار ناجمٌ عن خطأ بشري والتي تسبب في حالةٍ كبيرةٍ من التوتر.
تواصلَ خلال هذا اليوم التجييش ضد قطاع غزة وربما وصلَ الأمر حدّ شن حرب نفسيّة، حيث أعلن المتحدث باسم الجيش أنّ «قطاع غزة منطقة عسكرية مغلقة والدخول إليها محظورٌ تمامًا ويُشكّل خطرًا أمنيًا جسيمَا»، أما قائد الجيش فقد ألقى بيانًا مصورًا وجّه فيه رسالة للمقاومة الفلسطينية فقال أنّ تل أبيب ستضربُ في أيّ مكانٍ يُوجد فيه قادة وعناصر حماس في غزة «مهما كانت القيود» ملمحًا لأنّ الضربات لن تأخذَ في الاعتبار أيّ قيد من القيود مثل وجود مدنيين أو غير ذلك. ظهر نتنياهو هو الآخر والذي أشادَ بخطابِ الرئيس بايدن واصفًا إيّاه بـ «المؤثر»، قبل أن يُؤكّد هو الآخر أنّ إسرائيل تُحارب بكل قوة وبدأت بالهجوم شاكرًا واشنطن على المساعدات العسكرية التي وصلت ومنتظرًا وصول حاملة الطائرات. وصفَ رئيس هيئة الأركان بيني غانتس حماس بـ «العدو القاسي» قائلًا أنّه «يجبُ القضاء عليه بكل الوسائل».

#### الحصار الخانق
| ”                                          | التاريخُ لن يرحمَ المتقاعسين المتخاذلين عن نصرة الشعب الفلسطيني. | “ |
| —من بيانِ الأزهر الشريف عمّا يجري في فلسطين. |                                                                |   |

بدأت آثار الحصار المطبق الذي فرضته إسرائيل على القطاع في الظهور بسببِ توقّف محطة الكهرباء لعدّة ساعاتٍ في اليوم جراء نفاد الوقود وهو ما يُنذر بوقوعِ كارثة إنسانيّة دفعت المكتب الإعلامي الحكومي لإطلاقِ نداء استغاثة للمجتمع الدولي لإيقاف جريمة ضد الإنسانية والقتل الجماعي عبر هذا الحصار والإغلاق الكلي والشامل ومنع أبسط ضروريات الحياة من الدخول. بالإضافة للحصار الخانق فإنّ إسرائيل ارتكبت عددًا من المجازر في حقّ مجموعة من العائلات الفلسطينية، بل إنّ وزارة الصحة الفلسطينية قد اعترفَت أنّ نحو 60% من الإصابات جراء القصف على القطاع هم من الأطفال والنساء، وفي نفس السياق فقد نشرت الأمم المتحدة بيانًا رسميًا أكّدت فيهِ مقتل 11 موظفًا من الأونروا منذ بداية المعركة يوم 7 أكتوبر.

### اليوم السادس

#### المجازر الإسرائيلية
مجزرة جباليا الثانية
استيقظَ الفلسطينيون في محافظة شمال غزة على وقعِ انفجاراتٍ عنيفةٍ تهزُّ مدينة جباليا، ففي نحو الخامسة والنصف صباحًا أغارت طائرات الاحتلال الإسرائيلي على شقة سكنية كاملة مأهولة بالسكّان ومن دون تحذير أسبق ولا إنذار ولا حتى صاروخ تحذيري، قبل أن تنتقل لأحياء سكنية أخرى وتدكّها أيضًا بما في ذلك حي الكرامة الذي تعرض للقصف أكثر من مرة في الأيام القليلة الماضية. كان من الواضحِ أن الغارة على الشقة السكنية في جباليا ستُخلّف الكثير من الضحايا حيث أظهرت الصور ومقاطع الفيديو الأولى من الموقع الذي تعرّض للقصف ضحايا بالعشرات وسحابات غبار منعت الرؤية الواضحة. تمكّنت سيارات الإسعاف حسَب ما أفيد من انتشال جثامين 15 فلسطينيًا في حصيلة أوليّة بدت مرشّحة للارتفاع أكثر فأكثر مع استمرار طواقم الإسعاف في انتشال عشرات الضحايا الآخرين والذين وقعوا ما بين قتيل وجريح. أعلنت وزارة الصحة داخل القطاع في حصيلة شبه نهائيّة ارتفاع عدد قتلى هذه المجزرة لـ 44 فلسطينييًا جميعهم من أسرة واحدة.
مجزرة مخيم الشاطئ الثانية
لم تكد تمرّ دقائق معدودة على مجزرة جباليا حتى عاودت الطائرات الإسرائيلية قصفها العنيف متسببة في مجزرة ثانية في هذا اليوم وهي الثانية في مخيم الشاطئ منذ بداية معركة طوفان الأقصى. كانت الغارات الإسرائيلية عنيفة للغاية كما وصفها صحفيون يُغطّون الأحداث في القطاع وكما أكّد من عاشَ تلك اللحظات في وقت لاحق، حيث أغارت المقاتلات الحربيّة على شقة سكنية تضمُّ عددًا من العوائل والأُسر ما تسبّب في سقوطِ 20 قتلى في حصيلة أولية مرشّحة للارتفاع.
مجزرة رفح
سويعاتٌ قليلةٌ بعد المجزرتين في جباليا ومخيم الشاطئ ثم قام سلاح الجو الإسرائيلي بارتكابِ مجزرة ثالثة في حقِّ الفلسطينيين حينما قصف منزلًا في رفح بُعيد العاشرة صباحًا ما تسبب في مقتلِ 10 فلسطينيين الغالبية العُظمى منهم من المدنيين وخاصة النساء والأطفال.
مجزرة دير البلح
أغارت المقاتلات الإسرائيلية على منزلٍَين مأهولٍَين في دير البلح وسط قطاع غزة. كانت الغارة قويّة جدًا وقد وثقتها عددٌ من وسائل الإعلام حيث تصاعدت أعمدة دخان كثيفة من موقع القصف، ثم سرعان ما هرعَ الدفاع المدني لإسعافِ المصابين واستخراج العالقين. القصف الإسرائيلي سوَّى المنزلَين بالكامل بالأرض كما دمّر جزئيًا المنازل القريبة وهو ما عقّد مهام الدفاع المدني الذي يُعاني أصلًا بسبب الحصار الإسرائيلي المطبق على القطاع والذي يفتقدُ للآليات الكبيرة والجرافات والكاسحات التي تُساعد في التعامل مع مخلّفات المنازل المحطّمة. نجمَ عن هذه المجزرة الإسرائيلية - وهي الرابعة هذا اليوم - في مقتلِ 20 فلسطينيًا معظمهم نساء وأطفال وجُرحِ عشرات آخرين بينهم ذوي جروج صعبة.

#### الرد الفلسطيني
ردّت الفصائل الفلسطينية على هذه المجزرة عبر إطلاق عشرات الصواريخ نحو مجموعة من المستوطنات، وسقطَ صاروخٌ على مقربةٍ من مستوطنة أرئيل شمال الضفة الغربية، فيما سقطت صواريخ أخرى في مناطق شرق الخضيرة وفي مستوطنة كفار يونا لكنها لم تُوقع قتلى. استمرَّت إسرائيل في إجلاء عشرات آلاف الإسرائيليين من نحو 24 بلدة في غلاف غزة وحشد قواتها ومع ذلك فقد أعلنَ الجيش الإسرائيلي أنه لم يُتَّخَذ بعدُ قرارٍ بشأن أي توغل بري لكنة مستعدٌ له. ذكرَ الناطق باسمِ الجيش الإسرائيلي أن الأخير استهدفَ مقرات لوحدة قوات النخبة التابعة لحماس في كل أنحاء القطاع، لكن حركة المقاومة الفلسطينية نفت هذه المزاعم قائلة إن المقاومة التي وصفتها بالباسلة تُواصل تصديها لحرب الإبادة الصهيونية باقتدار.
واصلت كتائب القسام دكّ المستوطنات الإسرائيلية بالصواريخ بعد المجازر الصباحيّة داخل القطاع، حيثُ أرسلت دفعة صاروخية بالعشرات نحو عسقلان ورغمَ اعتراض القبة الحديدية لأغلبِ الصواريخ فقد مرَّت 7 منها والتي تسببت في إصابة 4 إسرائيليين اثنان منهم بحالة خطيرة، كما استهدفَ نفس الفصيل مستوطنة ناحال عوز بمجموعة من الصواريخ وقذائف الهاون دون حديثٍ عن وقوع قتلى.

#### الدعم الغربي لإسرائيل
كثفت الدول الأوروبية بالإضافةِ للولايات المتحدة دعمها الصريح والمباشِر لإسرائيل خلال اليوم السادس من المعركة، بل إنّ وزارة الدفاع الألمانية وافقت على طلبٍ إسرائيلي باستخدام اثنتين من طائراتها المسيرة في القتال ضد حماس ما مثَّل أول مساعدة أوروبية عسكرية لتل أبيب، في الوقت الذي أوقفت برلين كلّ المساعدات التنموية للفلسطينيين في «انتظار استكمال المراجَعة» كما أعلنَ المستشار الألماني. استمرَّ الدعمُ الأمريكي كذلك فبعدَ إرسال طائرة محمّلة بالأسلحة، وصل وزير الخارجيّة أنتوني بلينكن لتل أبيب وعقدَ مؤتمرًا صحفيًا رفقة رئيس الوزراء نتنياهو وفيه أعاد التأكيد على الدعمِ العسكري الأمريكي الذي قدمته وستُواصل تقديمه واشنطن لإسرائيل، حيث قالَ إنّ الذخيرة اللازمة لمنظومة الباتريوت ستصلُ عمّا قريب رفقة ذخائر مختلفة مُضيفًا أنّ «الولايات المتحدة ستكون دائما موجودة إلى جانبِ إسرائيل». جَيَّش وزير الخارجية الأمريكي هو الآخر على حماس التي وصفَ حربها ضدّ إسرائيل بـ «الحرب البربريّة» بل وصلَ حدّ تشبيه ما فعلته حركة المقاومة الفلسطينية بما فعله تنظيم الدولة الإسلامية (داعش). حاول بلينكن الضغطَ على عددٍ من الدول والأنظمة التي لم يُسمّها حينما قالَ إنّ عدم إدانة الإرهاب تُعرّض الناس في إسرائيل وفي كل مكان للخطر رابطًا بين ما أسماهُ «السلام» وبين إدانة حماس، واختتمَ كلمته بالتأكيد من جديدٍ على ما قالَ مسبقًا وهو أنّ ما تفعله إسرائيل هو «حقّها بالدفاع عن نفسها وضمان عدم تكرار ما حدث». خلال نفس اللقاء مع بلينكن ظهر نتنياهو متأثرًا كما بدى ومع ذلك فقد اعترفَ أن الأيام القادمة ستكون عصيبة شاكرًا أمريكا على الوقوفِ إلى جانبهم.
ردَّت حركة الجهاد الإسلامي على الدعمِ الغربي وعلى تصريحات بلينكن بالتحديد بالإدانة واصفةً إيّاها بالتصريحات الحاقدة وقالت إنّ وزير الخارجية الأمريكي يسعى لترهيب شعوب الأمة ويمنحُ إسرائيل غطاءً لارتكاب مجازر وجرائم حرب. ظهر العاروري نائب رئيس المكتب السياسي لحماس هو الآخر في مكالمة صوتية مطوّلة مع قناة الجزيرة وفيها أكّد أن معركة طوفان الأقصى مجرد جولة وانتقدَ الغرب في اتهامه للمقاومة بارتكابِ جرائم ضد الإنسانية متجاهلًا أن الحرب ضدّ الفلسطينيين قامت أصلًا على أساس استهداف المدنيين. شرحَ العاروري كيف أن هجوم القسام كان عملية مرتبة ومنضبطة وكيف أنّ التعليمات كانت بالهجوم على فرقة غزة العسكرية الإسرائيلية والتي انهارت سريعًا، كما اعترفَ بدخول المدنيين من غزة لداخل المستوطنات في الغلاف بعد الانهيار السريع للفُرق والكتائب الإسرائيلية حيثُ اشتبكوا هم الآخرين معَ المستوطنين فقُتل بعضهم وأُسر آخرين، نافيًا أن تكون المقاومة قد تعمَّدت استهداف النساء والأطفال.

#### الاستهدافات الإسرائيلية
| معركتنا الحالية ابتدأت من حيث انتهت عملية سيف القدس التي وحَّدت الساحات الفلسطينية. لقد أكّدنا أن المعركة يجب أن يكون عنوانها الأقصى والقدس وأدخلنا فيها ملف الأسرى، كما كنا حريصين على إخفاء النوايا والتدريبات والتحركات قُبيل تنفيذ طوفان الأقصى حيثُ وضعنا خطة دقيقة لاستدعاء 3 آلاف مقاتل للمعركة و1500 لعمليات الدعم والإسناد [...] لقد آثرنا رغم التغول الصهيوني أن نُمرّر جزئيًا بعض المعارك بين العدو وفصائل المقاومة لكسبِ الوقت للتجهيز للمعركة. |
| —جانبٌ من كلمة مصوّرة لأبي عبيدة المتحدث العسكّري للقسّام في اليوم السادس لعملية طوفان الأقصى. |

دمَّرت طائرات الاحتلال بعد الثالثة مساءً أجزاءً من أبراج المخابرات في قطاع غزة، ثم أغارت على منطقة أبراج المقوسي شمال غربي مدينة غزة. انتقلت بعدها للتعامل مع من قالت إنهم مسلّحين في سوريا حيث قصفت مطاري دمشق و‌حلب وهدَّد المتحدث باسم الجيش الإسرائيلي أن الأخير سيُدمّر المزيد من الأهداف في سوريا خلال الأيام المُقبلة. اعترفَ المتحدث باسم الجيش الإسرائيلي أنّ سلاح الجو أسقطَ 6 آلاف قنبلة تزنُ 4000 طن على أهداف تابعة لحماس في ظرفِ 6 أيام. وصلَ نتنياهو عشية اليوم للكنيست (البرلمان الإسرائيلي) حتى ألقى بيان إعلان الحرب على غزة، وفيه أعاد القول أن حماس نفذت جرائم في بيوتنا مشيرًا إلى أنّ «العالَم يفهمُ الآن لماذا يجب الإجهاز عليها»، مكررًا هو الآخر ما قاله بلينكن بأنه يجبُ عل كل الدول نبذ حركة حماس وفرض عقوبات على كل دولة تستضيفُ قادتها.
واصلت المقاتلات الحربية الإسرائيلية غاراتها الجويّة ليلًا بعد المجازر الأربعة التي ارتكبتها طوال اليوم والتي نجمَ عنها مقتلُ ما لا يقلُّ عن 80 فلسطينييًا أغلبهم من المدنيين بل إنّ أغلبهم - كما وثّقت ذلك وزارة الصحة والصحفيون المحليون والمستقلّون في القطاع - من النساء والأطفال. جدَّدت إسرائيل غاراتها الجويّة على على بيت لاهيا وأبراج الندى، ثمّ ارتكبت فظيعة جديدة حين دمَّرت منزلًا على رؤوس ساكنيه في حي الصفطاوي شمال مدينة غزة ما تسبب في مقتلِ 10 فلسطينيين على الأقل، فضلًا عن القصفِ المتأخّر على حيّ تل الهوى بمدينة غزة والذي قُتل فيه 4 فلسطينيون وجُرح فيه آخرون.

#### عملية باب الساهرة
حصلَت قُبيل الثامنة مساءً (بالتوقيت الفلسطيني) عملية إطلاق نار عند باب الساهرة في القدس، ثم سُرعان ما فرضت قوات الاحتلال طوقًا أمنيًا. تبيّن أن العملية الفلسطينية استهدفت مركزًا لشرطة الاحتلال في القدس المحتلّة، حيث فتحَ شابٌ فلسطيني على مقر للشرطة في الباب أينَ تواجد عددٌ من ضباط الشرطة. نجمَ عن الهجوم إصابة شرطيين اثنين من شرطة إسرائيل فيما قُتل منفذ العمليّة. دبَّ الهلع في المدينة التي كانت فيها الأوضاع متوترة أساسًا، فاستدعت قواتُ الاحتلال المزيد من قواتها للتعاملِ مع الوضع الجديد حتى أنها فرضت طوقًا أمنيًا في كاملِ محيط البلدة القديمة بالقدس.

### اليوم السابع

#### محاولة تهجير سكان شمال القطاع
حاولت القوات الإسرائيلية تهجير سكان القطاع من ناحية الشمال، حيث ألقت منشورات ورقيّة من طائراتها تطلب فيها من الفلسطينيين المغادرة صوبَ مناطق أخرى، كما أخطر الجيش الإسرائيلي الأمم المتحدة بضرورة انتقال سكان شمالي القطاع إلى جنوبه خلال 24 ساعة فقط. ردَّ المكتب الإعلامي الحكومي بغزة بالتأكيدِ على أنّ تحذير الشعب الفلسطيني للانتقال هي «دعاية زائفة» طالبًا من المواطنين عدم الانسياق وراءها، كما ردَّت منظمة أطباء بلا حدود الدوليّة عبر بيانٍ وصفَت فيه أوامر إسرائيل بالمدانة والشائنة، مؤكّدة أن غزة سُويت بالأرض والآلاف يُقتلون ومطالبًة بالتوقف الفوري للمحاولات الإسرائيلية.
استعرّت الغارات الإسرائيلية معَ انتصاف النهار حيث بدأ جيش الاحتلال في تكثيف الغارات على المناطق الشمالية للقطاع وعلى مدينة غزة لإجبار المدنيين هناك على النزوح لمناطق أخرى في الجنوب، وأظهرت مقاطع فيديو مصوّرة من عينِ المكان استهداف الطائرات الإسرائيلية للمنازل والشقق السكنيّة بالخصوص وهو ما تسبب في وقوعِ عددٍ من الضحايا. ردَّت كتائب القسام على محاولات التهجير عبر استهدافِ مقر قيادة المنطقة الشمالية في مدينة صفد المحتلّة بصاروخ عياش 250 كما وردَ في بيانها، ورغمَ إعلان الجيش الإسرائيلي اعتراض الصاروخ الذي انطلقَ من قطاع غزة بنجاح، إلا أن صورًا ومقاطع فيديو أظهرت آثار سقوط أجزاء من الصاروخ على مناطق شمال إسرائيل. أكّدت يديعوت أحرونوت أنّ هذا الصاروخ هو الأطول مدى الذي يُطلق من القطاع منذ بداية عملية طوفان الأقصى. بثَّ القسام لاحقًا مقطع فيديو للحظة إطلاق صاروخ عياش 250 صوب مقر القيادة الشمالية للجيش في صفد.

#### جمعة طوفان الأقصى
نُظّمت وقفاتٌ احتجاجيّة ضخمة في العاصمة العراقية بغداد عقبَ صلاة الجمعة نُصرةً للقضية الفلسطينية ودعمًا لقطاع غزة فيما يُواجهه من قصفٍ إسرائيلي عنيف وحصار شامل وتحريض من الدول الغربية، كما خرجت مظاهرات شبيهة في مدن أخرى بما في ذلك العاصمة الإيرانية طهران وفي بعض المدن في باكستان فضلًا عن الأردن التي تجمعها حدودٌ بالضفة الغربية. حاولَ متظاهرون في مدينة عمّان الوصول للحدود مع فلسطين لكنّ الأمن الأردني منعهم من ذلك، وأظهرت لقطات فيديو مصوّرة استعمال الجيش الأردني لقنابل الغاز المسيلة للدموع لمنعِ العشرات من الاستمرار في الزحفِ صوب الحدود.

#### المواجهات في الضفة الغربية
منعت قوات الاحتلال وباستعمالِ القوة أعدادًا من الفلسطينيين من التوجه إلى المسجد الأقصى لأداء صلاة الجمعة في عددٍ من الطرقات المحيطة بالأقصى وحاولت دفعهم بعيدًا. سُرعان ما تطوّرت الأمور وتحوّلت المحاولات الإسرائيلية التي شهدت استعمالًا مكثفًا للقنابل الصوتية والغاز المسييل للدموع بل والرصاص الحيّ لاشتباكاتٍ حقيقيّة. قتلت القواتُ الإسرائيلية في طولكرم الواقعة شمالًا فلسطينيين اثنين، ثم قتلت الثالث في بلدة طمون كما اغتالت شبان آخرين في مناطق ثانيّة بما في ذلك رام الله. وصلَ عدد من قتلتهم إسرائيل في الضفة الغربية خلال هذا اليوم وحده إلى 16 فلسطينيًا وأكثر من 100 جريح.

#### الاستهداف الإسرائيلي للصحافة
فجَّر مسلحون عبوة ناسفة في الجدار الفاصل بين لبنان وإسرائيل وأحدثوا ثقبًا صغيرًا هناك. بدأَ الجيش الإسرائيلي في تسيير عمليات تمشيط في القطاع الغربي من الحدود للتحقيقِ في احتماليّة تسلل أحدهم من لبنان، في الوقت الذي حلَّقت فيه المقاتلات الإسرائيلية فوق القطاع الغربي بالمحاذاة مع لبنان. خلال هذا الوقت كانت وسائل الإعلام الفلسطينية واللبنانية والعربية وحتى الدولية تُغطّي بالدقيقة ما يجري بين إسرائيل ولبنان، وفي نحو السادسة والنصف مساءً تعرض عددٌ من الصحفيين المتمركزين في علما الشعب جنوبي لبنان والذين كانوا يرتدون بدلة الصحافة للقصف. تبيّن مع مرور الدقائق أنّ الأمر يتعلق بغارة جوية إسرائيلية استهدفت سيارة كانت تضمُّ عددًا من الصحفيين، ما تسبب في مقتل المصور الصحفي اللبناني عصام عبد الله العامل في وكالة رويترز للأنباء وأُصيبت مراسلة الجزيرة كارمن جوخدار والمصوّر إيلي براخيا.
خلَّف مقتل المصور الصحفي اللبناني ردود فعل في الساحة السياسية، حيث خرجَ رئيس الحكومة اللبنانية ببيانٍ رسمي قالَ فيه إنّ «استهداف العدو الإسرائيلي الصحافيين في عدوانه على لبنان وصمة عارٍ تُضاف إلى سجله»، واعتبرت نقابة الصحفيين اللبنانيين هذا الاعتداء الإسرائيلي على الصحفيين في جنوب لبنان بالجريمة التي ترقى إلى مصاف جرائم الحرب، كما أدان حزب الله ما حصل واصفًا إيّاه بـ «العدوان الإجرامي». ذكر الناطق باسمِ البيت الأبيض أنّ الأخير اطَّلع على التقارير التي تُفيد بمقتل صحفي من رويترز وإصابة آخرين واصفًا العمل الذي يقوم به الصحفيون بالعملِ المحفوف بالمخاطر دون أن يُدين بشكل مباشر ولا غير مباشر هذا الاستهداف. أدانت شبكة الجزيرة الاعتداء الإسرائيلي الذي استهدفَ طاقمها ووسائل إعلام دولية، وعزَّت أسرة الصحفي اللبناني المغدور.

#### مجزرة غزة
ارتكبَ سلاح الجوّ الإسرائيلي مجزرة جديدة في اليوم السابع من معركة طوفان الأقصى حين قصف مجموعة من السيارات والشاحنات التي كانت تنقلُ عشرات المدنيين الفلسطينيين الذين أجبرتهم إسرائيل على مغادرة شمال مدينة غزة. تسببت هذه المجزرة في مقتل ما لا يقلُّ عن 70 فلسطينيًا، معظمهم من النساء والأطفال بالإضافة لعشرات الجرحى، وجاء هذا القصف تزامنًا مع التوجيهات الإسرائيلية بإخلاء شمال القطاع.

### اليوم الثامن

#### استمرار محاولات التهجير
استمرّت إسرائيل في محاولاتها لتهجير سكان المنطقة الشمالية من قطاع غزة، فبعد القصف الشديد والعنيف على تلك المناطق طوال اليوم الماضي (14 أكتوبر) وارتكابِ مجزرة غزة في حقّ النازحين والتي سقطَ فيها ما لا يقلُّ عن 70 فلسطينيًا فضلًا عن مجازر أخرى في حقّ عددٍ من العائلات الفلسطينية، انتقلَ الإسرائيليون لتهديدِ المشافي العاملة في الشمال والتي تُسعف مئات إن لم يكن آلاف الجرحى. طلبت إسرائيل من مدير مستشفى كمال عدوان الذي يُعتبر أحد أكبر المستشفيات شمال القطاع إخلاءه بالكامل دون أن تشرح السبب وهو ما يتنافى مع القوانين الإنسانيّة أساسًا. خرجَ مدير المستشفى السيّد كمال عدوان في تصريحاتٍ للصحافة حيث أطلعهم على الطلب الإسرائيلي وأكّد على أنّ هذا الأمر بإخلاء المستشفى هو جنون بل هو حكمٌ بإعدام عشرات المرضى كما وصف أساسًا.

#### تعثر المساعدات الإنسانية
فرضت إسرائيل على قطاع غزة حصارًا مطبقًا منذُ عام 2006 حيث منعت القطاع من الحصول على عشرات المواد التي تُعتبر ضروريّة في البناء وفي الزراعة والفلاحة وقطاعات أخرى ثم فرضت يوم 10 أكتوبر 2023 حصارًا شاملًا فقطعت الماء والكهرباء والوقود وحتى الإنترنت تاركةً القطاع يعتمدُ على موارده القليلة جدًا وغير الكافيَة خاصة مع الكثافة السكانية الكبيرة. وضعت الحكومة المصرية خلال هذا اليوم جدراناً إسمنتية أمام البوابة المصرية في معبر رفح وذلك في ظل حديثٍ عن التوصل لاتفاق يسمحُ للأجانب بمغادرة غزة واشترطت القاهرة تسهيل عبور المساعدات بخروج الأجانب ومزدوجي الجنسية.

#### استمرار المجازر الإسرائيلية
مجزرة دير البلح الثانية
واصلَ سلاح الجو الإسرائيلي ارتكابَ المجازر واحدةً تلوَ الأخرى بسببِ السياسة الإسرائيلية في فرضِ ما تُسمّيه «الحزام الناري» وبسبب القصفِ المتواصل للمنازل والشُقق السكنيّة. بُعيد انتصاف النهار (بالتوقيت الفلسطيني) أغارت طائرات الاحتلال على عددٍ من المنازل في مدينة دير البلح. كانت الغارة قويّة جدًا وسقطت عددٌ من الصواريخ على المربّع السكني الذي انهار بالكامل على من فيه من السكّان. وصلت سيارات الإسعاف للمكان الذي تعرّض للقصف ونقلت عشرات الجثث المرميّة في الشوارع كما حاولت استخراج جثث أخرى من تحتِ الأنقاض رغمَ النقص الحاد والواضح في الآليات والمعدات وخاصّة الكبيرة منها.
حاولت حركة حماس عبر ذراعها العسكري كتائب القسام مباغتة إسرائيل على الأرض، فعبر عددٌ من مقاتليها السياج الفاصل شرق خانيونس حيث هاجموا الجيش الإسرائيلي هناك ودمرو 3 آليات عسكرية. وثقَ مراسلو يديعوت أحرونوت جزءًا من الاشتباكات التي حصلت والتي جرى فيها تبادلٌ كثيف لإطلاق النار فضلًا عن الصواريخ المضادة للدبابات التي أطلقها مقاتلو القسام على الآليات العسكرية قبل أن تتمكّن إسرائيل من قتلهم.
مجزرة جباليا الثالثة
ركّزت إسرائيل غاراتها على جباليا التي شهدت في اليوم الثامن من المعركة ثالث مجزرة في حقِّ سكان المدينة عدى عن عشرات الغارات الأخرى التي قتلت الكثير من الفلسطينيين هناك. تسببت الغارة الإسرائيلية بحسبِ وزارة الصحة في مقتل ما لا يقلُّ عن 27 فلسطينيًا وجرح عشرات آخرين. أعلنت كتائب القسام خلال هذا اليوم مقتل 9 أسرى لديها بينهم 4 أجانب جراء القصف الإسرائيلي المكثف على قطاع غزة والذي طالَ أماكن وجودهم أيضًا.هناك.

### اليوم التاسع

#### الغارات المكثفة
أغارت الطائرات الحربية الإسرائيلية على دير البلح وسط قطاع غزة في نحو السادسة صباحًا، كما استهدفت عبر عددٍ من الصواريخ محيط مستشفى شهداء الأقصى وسط القطاع وهو ما تسبب في سقوطِ عددٍ من الضحايا. لم تكتفِ المقاتلات الإسرائيلية بهذه الاستهدافات بل واصلت غاراتها الجويّة المكثفة مستهدفةً مركزا الشرطة في جباليا وآخر في بيت لاهيا ما تسبب في تدميرهما بالكامل. سقطَ خلال الغارة الأولى على رفح 15 فلسطينيًا وذلك بعد الاستهداف الإسرائيلي المتعمِّد لمنزلين سكنيين دون تحذيرهما، كما قُتل في غارة جوية أخرى طالت منزلًا في حي تل الهوى ما لا يقلُّ عن 15 فلسطينيًا أكثر من نصفهم من الأطفال والنساء. نشرت وزارة الصحة بيانًا تحديثيًا قالت فيه إنّ «عدد الشهداء نتيجة العدوان الإسرائيلي خلال 8 أيام تجاوزَ عدد شهداء حرب 2014 خلال 51 يومًا» موضّحة أن إسرائيل تشنُّ تطهيرًا عرقيًا في حقّ الشعب الفلسطيني.
هدأت الغارات الجوية العنيفة لبعض الساعات خلال هذا اليوم، ثم سرعان ما عادت لتشتعل عبر الاستهدافِ الكثيف لمناطق الشمال وبخاصّة جباليا في محاولة إسرائيلية كما بدى لإجبار سكان المنطقة على النزوح لمناطق ثانيّة في الجنوب رغم أن الجنوب تعرض لغارات جويّة مكثفة طوال الأيام السابقة. واصلت إسرائيل ارتكاب المجازر في حقّ الأسر والعوائل الفلسطينية بعدما قتلت غارتها على منزل عائلة دردونة في جباليا 9 فلسطينيين وجرحت أكثر من 20 آخرين. ردّت الفصائل الفلسطينية عبر رشقات صاروخية جديدة استهدفت بها المستوطنات في الغلاف وذلك في نحو الثانية زوالًا ثم كرّرت الأمر أكثر من مرة طوال الساعات اللاحقة دون وقوع قتلى بعدما أخلت إسرائيل أغلب سكان مستوطنات الغلاف ورحَّلتهم لمستوطنات أخرى في الوسط وحول تل أبيب.
عادت حربُ التصريحات مجددًا حينما اعترفَ وزير الدفاع غالانت خلال تفقده القوات الإسرائيلية بغلاف غزة بأنّ الحرب ستكون فتاكة وستُغيّر الوضع بشكل قاطع وإلى الأبد، ثم ما هي إلّا ساعاتٌ حتى ظهر الناطق باسم سرايا القدس أبو حمزة في كلمة مصوّرة قالَ فيها «إنّ فصائل المقاومة هزمت إسرائيل في عقر كيانها فما ظنها بما سيحصل لها داخل القطاع». خرجَ رئيس السّلطة الفلسطينيّة محمود عباس في وقتٍ متأخرٍ من هذا اليوم ليقول عبر وكالة الأنباء الفلسطينية (وفا) خلال اتصالٍ مع الرئيس الفنزويلي أنّ «سياسات وأفعال حماس لا تمثل الشعب الفلسطيني» وهو التصريح الذي أثار الكثير من الجدل ما اضطرّ وكالة الأنباء الرسمية لتصحيحه والقول بأنّ عباس قصد أن منظمة التحرير الفلسطينية هي من يُمَثِّلُ الشعب. عبّر عباس كذلك عن رفضه لقتلِ المدنيين من الجانبين وذلك بعد الضغط الأمريكي ممثلًا في وزير الخارجيّة الذي لمّح إلى أن على كل المسؤولين إدانة ما فعلته حماس، كما دعى عباس الذي لا يُؤمن بالمقاومة المسلّحة لإطلاق سراح المدنيين والأسرى والمعتقلين من الجانبين كذلك علمًا أنّ إسرائيل تحتفظُ بآلاف المعتقلين الفلسطينيين في سجونها من غزة والضفة الغربية منذ سنين ومنهم من حُكم عليه بالمؤبّد.

#### المناوشات في جنوب لبنان
تواصلت المناوشات بين حزب وإسرائيل خاصةً بعد توعّد الحزب اللبناني بالردِ على القصف الإسرائيلي الذي طال مواقعه في وقت سابق وهو ما كان حيثُ أطلقَ عناصرٌ من حزب الله قذيفة مضادة للدروع أصابوا من خلالها دبابة من طراز ميركافا تابعة للجيش الإسرائيلي إصابة مباشرة ما تسبب في مقتل جندي إسرائيلي وإصابة آخرين كما أعلنت إسرائيل لاحقًا، والتي ردت من خلال قصف عددٍ من الأحياء في بلدتي عيتا الشعب وراميا بعدد من القذائف، ثم تطور الأمر حين استعملَ الجيش الإسرائيلي القنابل الفسفورية المحرّمة دوليًا في قصفِ مواقع قال إنها تابعة للحزب في جنوب لبنان.

### اليوم العاشر

#### اقتحامات الضفة
أقدم الاحتلال الإسرائيلي بُعيد الرابعة صباحًا من اليوم العاشر لعملية طوفان الأقصى على اقتحام عددٍ من المدن والبلدات في الضفة الغربية وعلى رأسها نابلس و‌بيت لحم و‌الخليل و‌مخيم عقبة جبر في أريحا حيث اعتقلَ العشرات من الفلسطينيين واغتالَ أحدهم في مخيّم عقبة جبر برصاصة في الصدر. تصاعدَ الغضب الفلسطيني من الاقتحامات الإسرائيليّة ومما تفعله في قطاع غزة المحاصَر، فتحوّلت هذه الاقتحامات لاشتباكاتٍ مسلّحة خفيفة، وخاصة على مقربةٍ من حاجز سالم العسكري في جنين التي قُتل فيها شاب فلسطيني آخر برصاص جيش الاحتلال.

#### الغارات الجوية
استمرَّت الغارات الجوية الإسرائيلية بشكل مكثف على كامل القطاع، حيث استقبلَ مستشفى ناصر بمدينة خانيونس عشرات الجرحى بعد سلسلة غارات إسرائيليّة طالت منازل السكّان مناطق مختلفة ومتفرقة من كامل خانيونس. أحصى المشفى مقتل 17 فلسطينيًا على الأقل في الغارة الجوية على منزلٍ في خانيونس صباح اليوم فضلًا عن الكثير من الجرحى والعالقين. جاء رد الفصائل من خلال رشقة صاروخية طالت القدس وتل أبيب دون وقوع إصابات أو جرحى، كما قصفت الفصائل مستوطنتي كفار عزة وكيسوفيم بغلاف غزة بقذائف الهاون. خلال انعقاد جلسة الكنيست في الرابعة مساءً في القدس سمُعت صفارات الإنذار وهي تدوي فهرعَ النواب رفقة الرئيس ورئيس الوزراء للملاجئ.

#### الدعم الغربي
لم ينقطع الدعم الغربي لإسرائيل منذ عدّة أيام مقابل استمرار التجييش على فصائل المقاومة وبخاصّة حماس، حيث أعلنَ وزير القوات المسلحة البريطاني أنّ حكومة بلاده تتفق مع بايدن على ما وصفها بـ «ضرورة القضاء التام على حماس» مشيرًا إلى أنّ إسرائيل تعد نفسها لهذا وأنّ عملية التدمير ستعتمدُ على أفضل معلومات الاستخبارات. خرجَ رئيس الوزراء البريطاني ريشي سوناك في تصريحاتٍ رسميّة قال فيها إنّه «يجبُ أن نطلق على الهجمات اسمها الحقيقي فلقد كانت مذبحة» متجاهلًا الاحتلال الإسرائيلي وما ارتكبه من مجازر ومذابح منذ عشرات السنين. زعمَ سوناك أنّ ما سمَّاها «فظائع حماس» هي بمثابة ضربة وجودية لفكرة إسرائيل كوطن آمن للشعب اليهودي. عاد في هذا اليوم بلينكن مجددًا إلى إسرائيل بعد جولة مباحثاتٍ في دول عربية للتعبير مجددًا عن الدعمِ الأمريكي المطلق واللا محدود لإسرائيل، ثمّ سرعان ما انضمَّت فرنسا لقائمة الدول الغربية التي قدَّمت كل دعمها لتل أبيب هذا اليوم حينما تحدثت وزيرة الخارجية الفرنسية كاثرين كولونا عن أنّ هذه الفترة هي الفترة التي يجبُ أن يسود فيها صوت الحكمة والمسؤولية، ثم عادت وقالت في نفس البيان أنّ حماس ارتكبت ما وصفتها بـ «الجرائم ضد الإنسانية» وحمَّلتها المسؤوليّة عما يحدث الآن لسكان غزة دون أن تُسمّي ما يحدث بشكل مباشر.
ظهر نتنياهو عشية هذا اليوم في الكنيست وقال إنّ «إسرائيل لديها دولة قوية وجيش قوي وشعب قوي وسوف تنتصر في الحرب»، ومثله فعل زعيم المعارضة الذي أكّد مجددًا على ضرورة القضاء الكامل على حماس وإعادة المخطوفين مهما استغرق ذلك من وقت. ردَّت حماس على كل الدعم الغربي لإسرائيل ضدها وعلى التصريحات الإسرائيليّة على لسان حازم قاسم الناطق باسمِ الحركة والذي قالَ إن نتنياهو ومن خلفه النظام الإسرائيلي يُريد تصفية القضية الفلسطينية والقضاء على تطلعات الشعب، لافتًا إلى أنه لا يُمكن لأي محتل أن ينهي وجود الشعب الفلسطيني. ردّت حركة الجهاد هي الأخرى على كلّ هذه التحركات الغربية وقالت على لسان الناطق الرسمي باسمها إنّ إسرائيل تستدعي خطاب الضحية لسحق قطاع غزة وهي تُخطّط لذلك منذ أمد بعيد، مؤكّدًا هو الآخر أن هذه الحرب لا تستهدفُ طرفًا فلسطينيًا محددًا أو فصيلًا معينًا بل تستهدفُ الوجود الفلسطيني ككل.
أطلَّ أبو عبيدة في مقطع فيديو مصور في تمام العاشرة مساءً وتحدث فيه عن عددٍ من القضايا، منها نيّة إسرائيل الغزو البري للقطاع قائلًا «إن دخولها وتوغّلها للداخل هو بمثابة فرصة جديدة للمحاسبة وبقسوة على ما ارتكتبه»، مضيفًا أن إسرائيل لم تكن تتوقع أن قوة عربية محاصَرة في غزة سدَّدت لها الضربة الأقسى في تاريخها. أكد أبو عبيدة خلال كلمته أنّ 22 أسيرًا قُتلوا جراء الغارات الإسرائيلية، وأن لدى القسام نحو 200 أسير بينما هناك بقية موزعون لدى الفصائل الأخرى. تطرق أبو عبيدة كذلك لموضوعِ الأسرى الفلسطينيين وأهاليهم شارحًا كيف أنّ القيادة في غزة مصرّة على إدخال الفرحة لكل عائلة أسير من خلال صفقة تبادل.

#### الوضع الصعب
أعلنت وكالة الأونروا في هذا اليوم أنّ مراكزها في جنوب غزة استقبلت نحو 400 ألف نازح مع تقديراتٍ تُشير إلى وجود أكثر من مليون نازح، كما ذكرت أنّ سكان القطاع يشربون مياهًا ملوثة محذرة من خطورة ذلك وموضّحة كيف أنّ احتياجات النازحين تفوق طاقة الوكالة. من جهتها حذرت وزارة الداخلية من كارثة إنسانية وبيئية بسبب وجود جثامين أكثر من 1000 فلسطيني تحت أنقاض المنازل المدمَّرة على رؤوس أهاليها. انتقدت الوزارة كذلك المجتمع الدولي الذي لم يفعل شيء رغم أنّ الاحتلال قطع كل شيء على غزة بل لم يسمح بضخِّ أي لترٍ من مياه الشرب.

#### إشكاليّة معبر رفح
نصحت السفارة الأمريكية في إسرائيل مواطنيها بالاقترابِ من معبر رفح وقالت إنه من المتوقع فتحه اليوم لفترة محدودة، فيما نقلت وكالة رويترز للأنباء عن مصدرين مصريين أمنيين قولهم إنّ اتفاقًا مصريًا إسرائيليًا أمريكيًا على وقف مؤقت لإطلاق النار في غزة سيبدأ من الساعة التاسعة، لكنّ الإعلام الحكومي بغزة نفى هذه الأخبار مؤكدًا على أنه لم يتلقَ اتصالات أو تأكيدات من الجهات المعنية. نفى مكتب نتنياهو هو الآخر الأخبار التي تحدثت عن الاتفاق أو الهدنة ولا حتى إدخال مساعدات إنسانية إلى غزة مُقابل إخراج الأجانب.

### اليوم الحادي عشر

#### مجزرة المستشفى الأهلي المعمداني
مساء يوم 17 أكتوبر 2023، ارتكبت قوات الاحتلال الإسرائيلي مجزرةً دامية بقطاع غزة عبر قصف ساحة مستشفى الأهلي المعمداني والتي استشهدَ على إثرها أكثر من 500 ضحية، معظمهم من النساء والأطفال.

### اليوم الثاني عشر
شهد اليوم الـ12 من عملية طوفان الأقصى وقوع مزيد من الشهداء في القصف الإسرائيلي على مناطق مختلفة من قطاع غزة، حيث ارتفع عدد الضحايا الفلسطينيين بعد مجزرة مستشفى المعمداني حسَب الصحة الفلسطينيّة إلى 3,478 شهيدًا، و12 ألفًا و65 جريحًا، معظمهم من النساء والأطفال. من جانبه، جدد الرئيس الأميركي جو بايدن -يوم الأربعاء- في ختام زيارته القصيرة إلى تل أبيب دعم بلاده لإسرائيل، وسط استمرار التوتر في الضفة الغربية والمناطق الحدودية مع لبنان. كما وافقت إسرائيل اليوم على السماح بإدخال المساعدات إلى غزة من مصر تلبيةً لطلب الرئيس الأميركي.
وبينما تحدثت وسائل إعلام محلية عن أن الجيش يجري استعداداته لعملية برية، تتواصل المظاهرات المنددة بالحرب الإسرائيلية على قطاع غزة.
وهذه أبرز تطورات اليوم الـ12 من عملية طوفان الأقصى
- الجيش الإسرائيلي يعلن قصف بالدبابات بنى تحتية لحزب الله رداً على إطلاق صاروخ مضاد للدبابات في منطقة شوشان
- استشهاد 10 فلسطينيين بينهم نساء وأطفال بقصف إسرائيلي على منزل شرق خان يونس
- هيئة البث الإسرائيلية: الجيش الإسرائيلي يستعد للتحرك بريًا
- حماس تقول أن المقاومة لم تطلق صواريخ قبل قصف المستشفى المعمداني أو في أثناء ذلك
- مكتب الإعلام الحكومي بغزة: 3,478 شهيدا و12 ألفا و65 مصابا في القطاع
- مسؤول بالبنتاغون للجزيرة: تقييم مجلس الأمن القومي حاليا أن إسرائيل غير مسؤولة عن انفجار مستشفى المعمداني
- فيتو أميركي في مجلس الأمن ضد مشروع قرار برازيلي يدعو لهدنٍ إنسانية بغزة
- مصدر قيادي في حماس للجزيرة: هنية يجتمع في الدوحة بمبعوث الأمين العام للأمم المتحدة للشرق الأوسط
- حزب الله يستهدف موقع جل العلام الإسرائيلي جنوبي لبنان.[280] ويعلن مقتل وجرح طاقم دبابة إسرائيلية استهدفتها المقاومة في موقع ‌الراهب الحدودي مقابل بلدة عيتا الشعب.[281]
- مصدر سيادي مصري ردا على تصريح نتنياهو بعدم فتح معبر رفح: لن نسمح بإجلاء الأجانب من غزة والتصعيد سيقابل بتصعيد
- وزير الخارجية الإيراني: بلينكن موجود في غرفة العمليات الصهيونية وينصح الآخرين بضبط النفس
- الأمم المتحدة: إسرائيل شنت 58 هجومًا على مرافق طبية في غزة
- مسؤول بوزارة الدفاع الأميركية: نشرنا طائرات بالمنطقة في إجراء احترازي
- الجيش الإسرائيلي يتنصل من قصف مستشفى المعمداني ويتهم حركة الجهاد الإسلامي بذلك
- إسرائيل تحث سكان مدينة غزة على إخلاء منازلهم والتوجه جنوبا
- وزارة الداخلية في غزة: استشهاد 37 فلسطينيا في غارات على مناطق القصاصيب وحليمة السعدية بجباليا شمالي القطاع
- استهداف قوة إسرائيلية بصاروخ مضاد للدروع قرب حدود لبنان
- هيومن رايتس ووتش: مقتل أكثر من 500 فلسطيني في مستشفى المعمداني في غزة فظاعة تفوق الوصف
- وزير الخارجية الأردني للجزيرة: قررنا عدم عقد القمة الرباعية في عمان، لأن واشنطن لن تكون قادرة على اتخاذ قرار بوقف الحرب.[282]

### اليوم الثالث عشر

#### اجتياح طولكرم
لم يتوقف التضييق على مدن وبلدات الضفة الغربية منذُ بداية عملية طوفان الأقصى، حيث واصلت إسرائيل سياستها في اقتحامِ المخيّمات واعتقال عشرات الفلسطينيين. وحاولت في ساعات مبكّرة اقتحام مدينتي رام الله و‌البيرة ونجحت في ذلك نسبيًا بعدما اعتقلت عناصر بحركة حماس عقبَ حملة مداهمات واسعة لكنها واجهت مقاومة متصاعِدة من الفلسطينيين في المدينتين. قتلت القوات المحتلَّة خلال هذه الحملة فلسطيني واحد في قرية بدرس غربي رام الله وأصابت آخرين، كما قتلت عددًا من الشباب الفلسطينيين في مخيم نور شمس شرقي طولكرم وهو المخيّم الذي واجهت فيه مقاومة مسلَّحة من طرف كتيبة طولكرم التي خاضت اشتباكاتٍ ضارية مع جنود الاحتلال ومنعتهم من الاستمرار في التوغّل لداخل المخيم. دفعت القواتُ الإسرائيليّة بمزيدٍ من التعزيزات عسكرية نحو المخيم بعد الفشل في دخوله حيث فرضت هذه المرة طوقًا عسكريًا وحاصرت المخيم من كل جوانبه تقريبًا. تصاعدت حدّة الاشتباكات بين المقاومين داخل المخيم وبين جيش الاحتلال الذي فجّر بعد ساعات من المحاولات مُسيَّرة انتحارية في شباب المقاومة ما تسبب في مقتل 12 فلسطينيًا بينهم مدنيين كانوا في عينِ المكان.
نجحت كتيبة طولكرم المشكّلة من مقاومين في سرايا القدس من تفجيرِ عبوات ناسفة في جرافات وآليات للاحتلال على محور المنشية وقالت في بيانٍ رسمي إنها حققت إصابات مباشرة، قبل أن تُعلن الكتيبة أنها نفذت كمينًا لقوة راجلة للجيش الإسرائيلي وأسقطت أفرادها ما بين قتيل وجريح. أعلنت كتائب القسام الناشطة في طولكرم هي الأخرى عن تفجير مقاتليها لعبواتٍ في آليات الاحتلال لمنعها من الاستمرار في دخول المخيم. اعترفَ الجيش الإسرائيلي بإصابة 10 من عناصر حرس الحدود بينها إصابات خطيرة وذلك خلال الاشتباكات في المخيّم الفلسطيني، قبل أن تُعلن إذاعة الجيش الإسرائيلي عن مقتل جندي من وحدة المستعربين (دوفدوفان).

#### مناوشات المنارة وكريات شمونة
شهدت ساعات الصباح الأولى من هذا اليوم مناوشاتٍ بين قواتِ حزب الله والجيش الإسرائيلي، وذلك بعدما أطلق الأول صاروخين مضادين للدروع من باتجاه موقع المنارة العسكري، ثم رد الثاني عبر قصفٍ مدفعي طالَ مناطق في جنوب لبنان وخاصة بلدة علما الشعب تزامنًا مع تحليق كثيف لطائرات الاستطلاع الإسرائيلية في المنطقة. حصل تطورٌ ملحوظٌ في هذه المناوشات حينما سُمعت بعد الخامسة والنصف مساءً دوي انفجارات في مستوطنة كريات شمونة شمالي إسرائيل ليُعلن فصيل لـكتائب القسّام عن قصفه المستوطنة من جنوب لبنان بـ 30 صاروخًا. أُصيب خلال هذه العملية النوعية مستوطنان بجروح متفاوتة الخطورة، وردَّ الجيش الإسرائيلي بقصف محيط عددٍ من البلدات لعلَّ أبرزها العديسة، حولا و‌مركبا. أمام هذا التطور اللافت فيما يجري في الجبهة اللبنانية الإسرائيليّة، نصحت السفارة الأمريكية في لبنان رعاياها بالتخطيطِ للمغادرة بأسرع ما يمكن في وقتٍ لا تزالُ فيه الرحلات الجوية التجارية متاحة.

#### الهجمات
الهجمات الإسرائيلية
استمرَّت الغارات الجوية الإسرائيليّة على قطاع غزة دون توقف، كما استمرَّت سياسة إسرائيل في استهداف مناطق الشمال بشكل واسع وعشوائي لدفعِ من تبقّى من المدنيين للنزوح داخيًا نحو الجنوب. تركّزت الغارات وعلى طول ساعات الصباح على مخيم جباليا، بيت لاهيا، بيت حانون وتل الزعتر ما تسبّب قي سقوطِ عشرات الضحايا أغلبهم من المدنيين الذي تعرضت منازلهم وشققهم السكنية للغارات الجوية الكثيفة. لم يكن حال الجنوب – الذي دعت إسرائيل سكّان القطاع للنزوح إليه – أفضل فقد تعرّض هو الآخر لعددٍ من الغارات وإن كانت أقلُّ حدة لكنها تسببت هي الأخرى في سقوطِ عشرات الضحايا وخاصة في القصفِ على على منزلٍ وسط خانيونس والذي قَتلت فيه إسرائيل 11 فلسطينيًا أغلبهم مدنيين أيضًا عدا الجرحى الذي تمايزت جروحهم ما بين متوسّطة إلى خطيرة.
بعد مجزرة مستشفى المعمداني، أغارت الطائرات الحربية الإسرائيلية هذه المرة على مبنىً تابع لكنيسة الروم الآرثودوكس وسط مدينة غزة وذلك بعد العاشرة مساءً. تسبّبت الغارة الإسرائيلية في انهيارِ المبنى التابع للكنيسة ما أدى لمقتلِ فلسطينيين اثنينِ من النازحين والذين كانوا يحتمون هناك. استنكرت بطريركية الروم الأرثوذكس في القدس وبأقوى العبارات القصف الإسرائيلي الذي طال كنيستها، فيما وصفت حركةُ حماس هذا القصف بـ «الإجرام المتجدد ضد الأديان والمدنيين العزل» مطالبةً المجتمع الدولي بإدانة قويّة لا الصمت.
الهجمات الفلسطينية
قصفت كتائب القسام بعد الرابعة مساءً قاعدة رعيم العسكرية وموقع إسناد صوفا بالصواريخ وقذائف الهاون، كما أطلقت رشقة صاروخية صوبَ بئر السبع ومناطق أخرى في النقب بعد استمرار الغارات الجوية العنيفة على القطاع. قصفت سرايا القدس هي الأخرى عددًا من المستوطنات الإسرائيلية وخاصة تلك القريبة من القطاع (عسقلان وسديروت وزيكيم وناحل عوز) بدفعات صاروخية ثم استمرَّت الحرب بين الفصائل التي تعتمدُ على الصواريخ وبين إسرائيل التي تعتمدُ على المقاتلات الحربية في الجو والتي استمرَّت بشنّ الغارات المكثفة على المنازل في كل مكانٍ داخل القطاع.
الهجمات ضد القوات الأمريكية
تعرّضت مساء هذا اليوم قاعدة عين الأسد الجوية بالأنبار في العراق لهجومٍ بمسيرات وصواريخ وسُمعَ دوي انفجارات داخلها، كما اعترضت المدمّرة الحربية الأمريكية يو إس إس كارن والتي تُبحر قرب اليمن 3 صواريخ وعددًا من المسيرات رجَّح مسؤولون أمريكيون أنّ الحوثيون أطلقوها نحو إسرائيل، ثم سُمعت دوي انفجارات في محيط حقل كونيكو للغاز بدير الزور حيث تتمركز قوات أمريكية أيضًا. تعرّضت القوات الأمريكية في المنطقة لثلاث هجمات شبه متزامنة، لكنها كانت خفيفة أو جرى إحباطها ولم يتم الحديث عن ضحايا أو تغييرات ملحوظة، ومع ذلك فقد حظيت هذه الأحداث بمتابعة واهتمامٍ عالمي في ظلِّ التصعيد والتوتر الكبير الحاصل في الشرق الأوسط.

#### المظاهرات الشعبية
بعد مظاهرات داعمة لإسرائيل في الأيام الأولى لعملية طوفان الأقصى، بدأت رقعة المظاهرات المؤيّدة لفلسطين آخذةً في الاتساع وخاصة في الدول العربية التي شهدت عشرات المظاهرات دعمًا للقضية الفلسطينية ولقطاع غزة في حربه ضد إسرائيل. أعلنت هيئة البث الإسرائيلية عن إخلاء تل أبيب لسفاراتها أو بعثاتها الدبلوماسيّة بعددٍ من الدول بما في ذلك البحرين، الأردن، المغرب، مصر وتركيا. نُظّمت كذلك مظاهرةٌ كبيرةٌ في ساحة الجمهورية بالعاصمة الفرنسية باريس تأييدًا لفلسطين وتنديدًا بالعدوان الإسرائيلي لكنها شهدت محاولاتٍ من الشرطة الفرنسية قمعها. دعت حركة الجهاد الإسلامي الأمتين العربية والإسلاميّة للخروج في اليوم الموالي (الجمعة 20 أكتوبر) بمسيرات غضب تنديدًا بالحرب على غزة وإسنادًا للشعب الفلسطيني، كما دعا الناطق باسم كتائب القسام الأمتين للمشاركة والمساهمة في الدفاعِ عن الأقصى.

### اليوم الرابع عشر

#### التضييق على الضفة
اقتحمت قوات الاحتلال الإسرائيلي في ساعات الصباح الأولى عددًا من مدن وبلدات الضفة الغربية وحاولت مع اقتراب صلاة الجمعة منع المصلّين من التوجّه صوبَ المسجد الأقصى بالقدس المحتلة، كما شدَّدت حصارها على مدينة نابلس، أما الحصار الأكبر فكان على طولكرم التي أُغلقت من عدة محاور وشدَّد الاحتلال الإسرائيلي حصاره عليها بعدَما سقطَ جندي قتيلًا في اليوم السابق خلال محاولة اقتحام فاشلة. لجأت إسرائيل لنفس الطريقة التي استعملتها ضد قطاع غزة وهي الحصار الشامل بما يتضمّنه من قطعٍ متعمّدٍ للماء والكهرباء وباقي مقومات الحياة ففعلت نفس الشيء ضد مخيم نور شمس. اعتقلت قوات الاحتلال الإسرائيلي عشرات الفلسطينيين في أنحاءٍ متفرقة من الضفة الغربية، وأبعدت مئات آخرين من تأدية الصلاة على مقربةٍ من باب الساهرة ثم قمعت أيّ احتجاجٍ تضامني مع ما يجري لغزّة.

#### سياسة الأرض المحروقة
القصف المكثّف
واصلت إسرائيل تنفيذ استراتيجيتها العسكرية المتمثلة بالأساس في الأرض المحروقة من خلال عشرات الغارات على مناطق الشمال بقطاع غزة وعلى مدينة غزة كما استهدفت مناطق أخرى في الوسط خاصة دير البلح التي سقطَ فيها ضحايا خلال سلسلة غارات جويّة طالت عددًا من المنازل السكنيّة. أعلنَ المتحدث باسمِ الجيش الإسرائيلي في هذا اليوم عن استعداد الجيش للمرحلة الثانية من عمليّة الأسوار الحديديّة وهي المناورة البرية دون تقديم مزيدٍ من التفاصيل.
استمرار الحصار المطبق
تواصلت الغارات الجويّة الإسرائيلية على كامل القطاع ومن دون توقف تقريبًا، ومعها تواصل سقوط الضحايا المدنيين في صفوفِ الفلسطينيين بما في ذلك 12 مدنيًا انتشلهم الدفاع المدني من تحت منزلٍ لعائلة العايدي في مخيم النصيرات وسط قطاع غزة. لم تكن الغارات الجوية الشيء الوحيد المستمر من طرفِ إسرائيل، بل استمرَّ حصارها للقطاع ومعه تضاعفت معاناة الغزيين في ظلِّ شح الموارد الضروريّة وانعدام مواد أخرى، كما استمرَّ معبر رفح الذي يربطُ بين مصر من جهة وقطاع غزة من جهة ثانية مغلقًا بأمرٍ وضغطٍ من إسرائيل في ظلِّ محاولات وصفها الإعلام العربي بـ «الخجولة جدًا» من الزعماء والقادة العرب. انتقدت حماس الإغلاق الكامل للمعبر ونشرت بيانًا قالت فيه إنّ اقتصار الحديث على إدخال 20 شاحنة فقط من المساعدات إلى غزة هو محاولة أمريكية صهيونية لذر الرماد في العيون، مؤكّدة أن الهدف من هذه المحاولة هو الضغط على الغزيين للنزوحِ إلى الجنوب تمهيدًا لتهجيرهم.
التهديد بقصف مشفى القُدس
أعلنَ مدير مستشفى القدس أنّ الجيش الإسرائيلي أبلغَ بضرورة إخلاء المستشفى الذي يُوجد بداخله 12 ألف نازح وذلك في غضون ساعات قليلة وهو ما أكّد المدير استحالته. برَّر الجيش هذا الطلب بأن هناك عملية عسكرية وأن المشفى في خطر مهددًا بقصفه بعدما كان قد ارتكبَ مجزرة في حقّ مستشفى المعمداني قبل أيّام قليلة. تعمّقت الأزمة الإنسانية أكثر فأكثر حينما طلبت الأونروا إخلاءَ 5 مدارس تابعة لها في قطاع غزة وهي المدارس التي تؤوي آلاف النازحين معلنةً وقف دعمها كونها في خطر ولا تستطيع حمايتها بعد تهديدها من الاحتلال الإسرائيلي.
الدعم الأمريكي وإطلاق سراح رهينتَين
استمرّ تدفق الدعم الأمريكي على إسرائيل، حيث أكّدت وزارة الدفاع الإسرائيلية تلقيها حتى اليوم وفي نحو أسبوعين فقط ما مجموعه 1000 طنٍ من الأسلحة لتعزيز قدرات الجيش، أما بايدن فقد وجَّه إدارته لاتخاذ ما وصفها بالإجراءات السريعة لضمان حصول إسرائيل على كل ما تحتاجه «للدفاع عن نفسها». شهد هذا اليوم إفراج كتائب القسام عن رهينتَين تحملانِ الجنسية الأمريكية (أم وابنتها)، حيث سُلّمتا للصليب الأحمر بغزة قبل نقلهما إلى مصر ومن ثم إسرائيل. أعلنَ وزير الخارجية الأمريكي بعد هذه الصفقة أنّ هناك أكثر من 200 رهينة في قطاع غزة مذكّرًا بأنه «ينبغي إطلاق سراحهم جميعًا ودون شروط».

#### استمرار المناوشات مع حزب الله
أكّدت وزارة الدفاع الإسرائيلية عن خطةٍ لإجلاء سكان بلدة كريات شمونة القريبة من الحدود اللبنانية في ظلِّ التوتر الحاصل هناك وخاصة بعدما استهدفَ مقاومون من حركة حماس البلدة بعشرات الصواريخ اليوم السابق رغم أن الجيش الإسرائيلي قال إن تلك الصواريخ تتبعُ لحزب الله. سُرعان ما وصلت عدّة حافلات إسرائيلية إلى كريات شمونة وبدأت فعليًا كما وثقت وسائل الإعلام في عينِ المكان البدء الفعلي في إجلاء السكان بالكامل. استمرَّت المناوشات في المنطقة الشمالية من إسرائيل حيث تسلّل مسلّحٌ لداخل منطقة لبنانية تحتلّها إسرائيل وأطلق الرصاص على حارس مستوطنة قبل أن تغير على موقعه طائرة مسيرة إسرائيلية كما جاء في بيانٍ تحديثي للجيش الإسرائيلي. ردَّ الحزب اللبناني على الغارة الجوية الإسرائيليّة من خلالِ استهداف موقعي رويسات العلم والسماقة بصواريخ موجهة، قبل أن تقصفَ المدفعية الإسرائيلية مواقع داخل جنوب لبنان مجددًا.

### اليوم الخامس عشر

#### نصف شهر من القصف الجوي
استمرَّ القصفُ الجوي والغارات العنيفة على كل مكانٍ في القطاع وذلك لنصفِ شهرٍ كامل. غارات اليوم المكثفة بدأت من الجنوب حينما دمّر الاحتلال الإسرائيلي شقة سكنية تعود لعائلة زعرب في رفح متسببًا في مقتلِ 10 مدنيين على الأقل وجرحِ آخرين. طالت الهجمات الإسرائيلية مواقع الدفاع المدني هي الأخرى في هجماتٍ ليست الأولى خلال هذه المعركة بل حدثت بشكل متكرّر وفي أكثر من مناسبة. واستهدفَ القصف الإسرائيلي هذه المرة موقعًا لعناصر الدفاع المدني في رفح ما تسبب في مقتل أحدهم وإصابة 4 آخرين بجروج متفاوتة الخطورة مع خسائر ماديّة في المعدات والآليات.
هدأت الأوضاع قليلًا على الجبهة اللبنانية لكنها ظلَّت مشتعلة في قطاع غزة حيث استمرت الضربات الجوية المكثفة فسقطَ العشرات من الضحايا في مناطق متفرقة بما في ذلك خانيونس ومدينة غزة التي تعرضت لسلسلة غارات دمّرت الكثير من بنيتها التحتيّة ومئات الوحدات السكنيّة طوال أيام. نعت حركة المقاومة الإسلاميّة حماس عضوها في المكتب السياسي للحركة أسامة المزيني والذي قالت إنه قُتل في غارة صهيونيّة غادرة على منزله في مدينة غزة. نشر أبو عبيدة بيانًا ذكر فيه قرار حماس بإطلاقِ أسيرتين إضافيتين لأسباب إنسانية قاهرة دون مقابل لكن الاحتلال رفض استلامهما، وردّ مكتب رئيس الوزراء الإسرائيلي على هذا البيان الذي خلق ضجة في الأوساط الإسرائيليّة بالقول إن تل أبيب لن تتعاملَ مع دعاية حماس التي وصفتها بـ «الكاذبة» مؤكّدة مواصلة العمل بكل السبل لإعادة جميع المختطفين.

#### فتح معبر رفح مؤقتًا
| ”                                                                    | لا تُوجد كلماتٌ يمكن أن تصف مستوى الإدانة لجميع الفظائع والانتهاكات في غزة. | “ |
| —المفوض العام للأونروا فيليب لازاريني خلال حديثه عمّا يجري في القطاع. |                                                                           |   |

أخيرًا وبعد نصف شهرٍ كامل من الحصار المطبق والخانق والكلي على قطاع غزة وبعد الكثير من الشد والجر من هنا وهناك أعلنت السفارة الأمريكية في إسرائيل أنّ المعبر الحدودي بين مصر والقطاع سيُفتح في العاشرة صباحًا بالتوقيت المحلي وسط حديثٍ عن دخول عددٍ محدودٍ جدًا من شاحنات المساعدة الإنسانيّة مقابل خروج الأجانب من القطاع. أكّد الإعلام الحكومي بغزة أن القافلة التي ستدخل عبر المعبر لن تستطيع تغيير الكارثة الإنسانية في القطاع مطالبًا بضرورة فتح المعبر بشكل دائم وإدخال جميع الاحتياجات الضرورية، وهو نفس ما أكّد عليه الهلال الأحمر الفلسطيني قائلًا إن المساعدات التي تدخل اليوم من معبر رفح لغزة نقطة في بحر الاحتياجات الإنسانية. بدأت بعضٌ من شاحنات المساعدات من الجانب المصري بالوصول للمعبر فعليًا وذلك في نحو العاشرة والنصف صباحًا، ثم فُرّغت حمولاتها في شاحنات فلسطينية داخل الجانب الفلسطيني من المعبر.

#### الاحتجاجات الغربية لدعم فلسطين
مع ارتفاعِ عدد المظاهرات الشعبية ضدّ إسرائيل ورفضِ سرديّتها، خرجَ مجلس الأمن القومي الإسرائيلي ببيانٍ استعجالي طالبَ فيه الإسرائيليين المقيمين في كلٍ من تركيا وماليزيا وإندونيسيا وجزر المالديف المغادرة فورًا، كما شدَّد على ضرورة مغادرة عددٍ من الدول العربية بما في ذلك الإمارات والبحرين والأردن مع الامتناع عن السفر للمغرب. شهدت العاصمة البريطانية لندن خلال هذا اليوم مسيرة حاشدة طالبت بالوقفِ الفوري لإطلاق النار ورفع الحصار عن غزة وإنهاء الاحتلال، وقدَّرت شرطة العاصمة البريطانية عدد المشاركين في التظاهرة المؤيّدة للحقّ الفلسطيني بنحو 100 ألف متظاهر. خرجَ وزير الخارجية البريطاني جيمس كليفرلي في تصريحات للصحافة تحدث فيها عن ضرورة العمل على إحلال السلام في المنطقة ومنع تطور الوضع إلى حرب شاملة رغم كل الدعم المطلق واللا مشروط الذي قدمته المملكة المتحدة ممثلة في حكومتها بقيادة ريشي سوناك لإسرائيل خلال هذه الحرب ورغم دعمه هو الآخر لتل أبيب التي زارها وجيَّش منها على الفلسطينيين وعلى القضية الفلسطينية. أعاد وزير الخارجية التذكير على أن الموقف في المنطقة بالغ الصعوبة ملمّحًا لإيمانِ الحكومة البريطانية بأهمية الدبلوماسية للتوصّل لحل سلمي. نشرت الفصائل الفلسطينية بيانًا مشتركًا قالت فيه إنّ «التحركات في المنطقة لم ترق بعد إلى مستوى المسؤولية والواجبات لوقف العدوان»، وأكّدت الفصائل أنّ أي «جهودٍ لا تتضمن وقف الإبادة بحق شعبنا ستكون محدودة الجدوى والتأثير».

### اليوم السابع عشر

#### وفاة عمر دراغمة
إستشهد عمر دراغمة، أحد قياديي حماس، في سجن «مجدو» الإسرائيلي حسب ما أعلنت هيئة شؤون الأسرى والمحررين ونادي الأسير الفلسطيني. وكان الجيش الإسرائيلي قد اعتقله في الضفة الغربية في 9 أكتوبر/تشرين الأول، مع ابنه وجرى تحويلهما للاعتقال الإداري لمدة ستة أشهر وأبدت الهيئة شكّها في رواية الاحتلال عن وفاته بـ «أزمة قلبية» واصفةً ما حصل بـ «عمليّة الاغتيال». بينما ردَّت سلطات إسرائيل على الضجّة التي خلفها مقتل دراغمة بالقولِ إنها ستفحصُ ملابسات الحدث. فيما وصفت حماس ما جرى للقيادي بصفوفها بعمليّة الاغتيال الممنهجة مؤكّدةً على أنه قضى نتيجةً للتعذيب الذي تعرض له في معتقلات الاحتلال، أما حركة الجهاد فقد اعتبرت اغتيال الأسير القيادي بالجريمة التي تكشفُ الوحشيّة التي يتعرض لها الأسرى داخل السجون محمّلة إسرائيل المسؤولية الكاملة عن هذه الجريمة.
وأعلنت كتائب القسام وسرايا القدس حوالي الساعة 4:30 مساءً بالتوقيت المحلي أنها هاجمت مواقع وحشود عسكرية للجيش الإسرائيلي بالقرب من إيريز بالصواريخ وقذائف الهاون والطائرات بدون طيار.

## تداعيات

### حادثة إطلاق النار في الإسكندرية بمصر
مع انتصافِ يوم الثامن من أكتوبر (اليوم الثاني للعمليّة)، تحدثت وسائل إعلام مصريّة عن وقوع «عملية أمنية» في الإسكندرية، ثم سرعان ما تبيّن أنّ شرطيًا مصريًا فتحَ النار من سلاحه الشخصي على حافلة تقلُّ سياحًا إسرائيليين. نجمَ هذه العملية التي فُهمت من قِبل عديد المحللين على أنها ردّة فعلٍ على ما يجري في فلسطين في مقتل إسرائيليين اثنين بالإضافةِ إلى المرشد المصري. نقلت الصحيفة العبرية يديعوت أحرونوت عن مصدر في الحكومة الإسرائيلية إعلان حالة تأهبٍ قُصوى في جميع السفارات الإسرائيلية حول العالم عقبَ الأحداث الدائرة في غلاف غزة وبُعيد ما حصل في مصر، كما صدرت تعليماتٌ لجميع السفراء في العالم بعدم الخروج من المنزل دون الحصول على إذنٍ من الأجهزة الأمنية.

### احتجاز السفينة غالاكسي ليدر
أعلنت القوات المسلحة اليمنية المولية لحركة أنصار الله الحوثيين يوم 19 نوفمبر 2023 سيطرة القوات البحرية على سفينة شحن إسرائيلية في البحر الأحمر، وبث الإعلام الحربي اليمني مشاهد تظهر إنزال قوات عسكرية من طائرة مروحية على سطح السفينة وانتشار القوات في السفينة واقتحام غرفة قيادتها واستسلام طاقم السفينة، واقتيدت السفينة إلى الساحل اليمني، وقالت البحرية الأمريكية إن العملية نفذت على بعد 50 ميلًا غرب ميناء الحديدة الواقع تحت سيطرة القوات الموالية لحركة أنصار الله الحوثيين.

## نتائج عملية طوفان الأقصى

### الأضرار الاقتصادية على إسرائيل
من نتائج عملية طوفان الأقصى هي التسبب بحدوث ضرر ضخم على الاقتصاد الإسرائيلي، ومنها:
- انخفاض الاقتصاد الإسرائيلي بمعدل 20%.
- انخفاض معدل النمو الاقتصادي من 6.5% إلى 2%.
- انخفاض الإنفاق الاستهلاكي بمعدل 27%.
- انخفاض حجم الاستيراد والتصدير بحوالي 42% و18% على التوالي.
- انخفاض الاستثمار بمعدل 67.8%.
- انخفاض حاد في العمليات التشغيلية.
- إجبار إسرائيل على إنشاء صندوق إقراض بقيمة 2.7 مليار دولار لتوفير مِنَح للقطاع الخاص الذي يعاني انخفاضًا حادًا بالمبيعات، وأيضًا تكاليف تعويض خسائر الأعمال وضمان الرواتب للموظفين.

ودفع استمرار الحرب لعام 2024 إلى خفض البنك المركزي لتوقعات النمو للعام الجاري من 3% إلى 2%، ورفع الحكومة الموازنة العامة بنحو 19 مليار دولار مع عجز متوقع بمعدل 6.6%، وعانى الشيكل الإسرائيلي من عدة موجات من الاضطراب والتدهور، مما دفع وكالات التصنيف إلى خفض التصنيف الائتماني لإسرائيل، وهو إجراء حدث بسبب انخفاض الثقة بقدرة إسرائيل على الوفاء بالتزاماتها المالية والائتمانية، ويؤدي إلى تعزيز القيود أمام الاقتراض الخارجي الإسرائيلي ورفع تكاليف الفوائد على الاقتراض. ويتوقع بنك إسرائيل أن خسائر الحرب تقدّر بحوالي 67 مليار دولار بحلول عام 2025م.

### قرار الأمم المتحدة بإنهاء وجود إسرائيل في الأراضي الفلسطينية
أصدرت الأمم المتحدة قرارًا مهمًا صاغته السلطة الفلسطينية، ويقضي القرار «بإنهاء وجود إسرائيل غير الشرعي في الأراضي الفلسطينية التي احتلتها خلال 12 شهرًا»، وبحسب محللين فإن عملية طوفان الأقصى والانتهاكات الإسرائيلية في غزّة كانت لها دور كبير في إصدار هذا القرار. ووافق على القرار 124 دولة وامتنعت عن التصويت عدة دول أبرزها بريطانيا وأوكرانيا وألمانيا وعارضت القرار أمريكا وإسرائيل والأرجنتين وغيرهم.

## التغطية الإعلامية

### الأخبار الزائفة
انتشرت الكثير من الأخبار الزائفة منذُ الساعات الأولى لعملية طوفان الأقصى، ففي ظلِّ التغطية الكبيرة للحدث نُشرت معلوماتٌ عديدةٌ لم يُتَحَقَّق منها بسرعة وانتشرت بين الناس وعلى وسائل التواصل الاجتماعي. رغمَ أنّ بعض الأخبار الزائفة قد صُحّحت أو تراجعَ ناشروها عنها أو أضافوا سياقًا لشرحها، فإنّ كثرة ناقلي الأخبار الزائفة جعلتها تنتشرُ وبشكل كبير. البداية كانت في ساعات الصباح الأولى للمعركة حينما انتشرت صورة لأسير إسرائيلي يرتدي سروالًا قصيرًا أسود اللون ونظارات شمسية مقتادًا من قِبل عناصر في القسّام وقِيل إن الأسير هو اللواء نمرود ألوني قائد فيلق العمق التابع للجيش الإسرائيلي. تبيّن لاحقًا أنّ الصورة ليست له خاصة بعدما ظهر نمرود نفسه في اليومِ الموالي وهو يحضرُ اجتماعًا لكبار المسؤولين العسكريين الإسرائيليين.
انتشرت أخبارٌ تزعمُ أن الطيران الإسرائيلي دمَّر كنيسة القديس بورفيريوس في غزة، لكنّ الكنيسة نفت لاحقًا هذا الادعاء. نشر المعلق اليميني المتطرف إيان مايلز تشيونغ مقطع فيديو لسلطات إنفاذ القانون الإسرائيلية ادعى أنه يُظهر مسلحين فلسطينيين وهم يَقتلون مواطنين إسرائيليين لكنّ تبيّن المقطع لم يكن صحيحًا. روَّجت حسابات زائفة تظاهرت بأنها حسابات لصحفيون وصحفيات في بي بي سي نيوز و‌جيروزاليم بوست لمعلومات كاذبة حول ما يجري في فلسطين قبل قيام منصة إكس 𝕏 (تويتر سابقًا) بإيقافها.
شاعَ كذلك مقطع فيديو زعم مروّجوه أنه يُظهر مروحيتين إسرائيليتين تُسقِطهما حماس، وتبيّن أن المقطع من لعبة المحاكاة العسكرية آرما 3، كما انتشرَ مقطع فيديو آخر لما قِيل إنهم جنرالاتٌ إسرائيليون كبار تحتجزهم حماس، لكنّ المقطع يعودُ في الأصل لاعتقال قادة انفصاليين عرقيين أرمن في مرتفعات قره باغ على يد القوات الأذربيجانية في أعقاب الهجوم الأخير في سبتمبر، والذي نُشِر أولَ مرة قبل يومين (5 أكتوبر) من بدء طوفان الأقصى. تبيَّن أيضًا أن العديد من مقاطع الفيديو التي ادّعت تصوير ما حصل أثناء طوفان الأقصى وما أعقبها قد اُلتُقِطَ في مواجهات سابقة.

### رسالةٌ مفتّوحة من الصحفيين
وقع أكثر من 750 صحفيًا من وكالات إخبارية إعلامية مختلفة على رسالة مفتوحة تدين «قتل إسرائيل للصحفيين في غزة وتنتقد تغطية وسائل الإعلام الغربية للحرب». وقيلَ لرسالة إن غرف الأخبار «مسؤولة عن الخطاب اللاإنساني الذي استخدم لتبرير التطهير العرقي للفلسطينيين». بالإضافة للقول بأنه، حتى لو لم يكن ذلك بصوتهم، «يجب على الصحفيين استخدام كلمات مثل «الفصل العنصري» و«التطهير العرقي». و«الإبادة الجماعية»؛ لوصف معاملة إسرائيل للفلسطينيين.

## المقاطعة الشعبية
تأخذ حركة مقاطعة منتجات الشركات والعلامات التجارية الداعمة لإسرائيل تفاعلًا كبيرًا، وتحقق نجاحات عديدة، حيث تحولت المقاطعة إلى ثقافة شعبية للتعبير عن رفض الهجوم الإسرائيلي على قطاع غزة في كثير من دول العالم.

## الدعاية الإسرائيلية

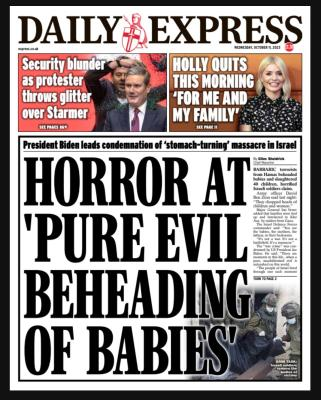
الغلاف الرئيسي لمجلة ديلي إكسبريس يوم 11 أكتوبر 2023، معَ عنوانٍ عريض ولافتٍ باللّغة الإنجليزيّة: «قطع رؤوس الأطفال بوحشية بالغة» والذي نشرته المجلّة البريطانيّة وعدة صحف ومجلات أخرى رغم عدم التحقق من الخبر، وعدم تأكيده أصلًا من مكتب المتحدث باسمِ الجيش الإسرائيلي في اتصالٍ مع وكالة الأناضول.

مارست إسرائيل خلال عملية طوفان الأقصى دعاية قويّة لصالحها وذلك من خلال أذرعها الإعلاميّة المتعددة وعبر أجهزتها المخابراتيّة وعلى رأسها الوحدة 8200 المتخصّصة في الحروب الإلكترونية، حيث حاولت تل أبيب منذ الساعات الأولى للمعركة نشر الكثير من الأخبار الزائفة والمضلّلة أو أخبار أخرى بدون أدلة حقيقية في محاولةٍ منها لربطِ فصائل المقاومة الفلسطينية بالإرهاب وكسب تعاطفٍ دولي.
البدايةُ كانت من خلال المتحدث باسم الجيش الإسرائيلي أفيخاي أدرعي الذي نشر في اليوم الثالث للعملية (9 أكتوبر) مقطعَ فيديو زعم فيه أنه يُظهر قصفًا إسرائيليًا على غزة، غير أنه بعد التحقق من الفيديو تبيّن أنه يعود لقصف قوات الجيش السوري لمدينة أريحا بريف إدلب شمالي سوريا من تصوير الناشط السوري «أحمد رحال» يوم 7 أكتوبر 2023.
حاولت الدعاية الإسرائيلية ترويج مزاعم باغتصابِ مقاتلي القسام للنساء الإسرائيليات بُعيد اجتياحهم للمستوطنات دون تقديم أدلّة تدعمُ هذه المزاعم التي جرى نفيها بسرعة، لكنّ المزاعم الأكبر والتي انتشرت على نطاق واسع بعدما ردّدتها وحرصت الكثير من وسائل الإعلام الغربية على نشرها هي مزاعم ذبح المقاومين للأطفال، حيثُ نقلت مجموعةٌ من المؤسسات الإخبارية الغربية وعلى رأسها سي إن إن – التي تراجعت لاحقًا عن هذا الخبر – قيام حماس بقطع رؤوس عشرات الرُّضع في كفر غزة نقلًا عن مراسلة قناة أي 24 نيوز العبرية والتي نسبت الخبر لـ «مصدرٍ في الجيش الإسرائيلي». كرر المتحدث باسم رئيس الوزراء نتنياهو هذه الادعاءات وصدّقه فيها أكبر مسؤولٍ في الولايات المتحدة وهو الرئيس الأمريكي بايدن الذي كررها خلال حوارٍ صحفي، ومع ذلك اتصلت وكالة الأناضول بمكتب المتحدثِ باسم الجيش الإسرائيلي مستفسرةً عن هذه المزاعم أو الشائعات، فردَّ المكتب بالقول: «لقد اطلعنا على هذه الأخبار وليس لدينا أيُّ تفاصيلٍ أو تأكيدٍ حول ذلك». علمًا أنّ الجيش بمعية الإسعاف الإسرائيلي هو من تعامل ويتعامل بشكل مباشر مع جثت القتلى ويُحصيهم ويُعلن عن هويّاتهم.
بدأت السردية التي قدّمتها وروّجتها الأذرع الإعلامية المكلّفة بالبروباغندا الإسرائيلية في التراجع، فكانت البداية من الصحفيّة المروِّجة لهذه المزاعم والتي تراجعت عمّا قالته في البداية حول مصدرها (مصدر من الجيش) مصحّحةً أنّها نقلت الخبر عن مصدرٍ من خارج الجيش هو نقلها عن مصدر داخله. تراجعت عددٌ من وسائل الإعلام الغربيّة كذلك حول هذه المزاعم خاصة بعدما نشرت صحيفةُ واشنطن بوست الأمريكية مقالًا مطولًا عن مصدر في البيت الأبيض إنّ بايدن ولا أي مسؤول آخر رأى صورًا أو تأكّد من صحة التقارير بشأن قطعِ رؤوس الأطفال، مؤكّدة على أنّ تصريحات بايدن بشأنِ الفظائع المزعومة استندت إلى مزاعم متحدث باسم نتنياهو وإلى تقارير إعلامية إسرائيلية غير مؤكّدة. وقد فنّدت صحيفة هآرتس العبرية مزاعم قطع رؤوس أطفال إسرائيليين وحرق جثثهم في تحقيقٍ أجرته، مؤكدةً أن تلك الرواية غير صحيحة ولا أساس لها في الواقع.

## الوضع الإنساني
يوصف الوضع في غزة بالجحيم على الأرض مع تفاقم نقص الغذاء والوقود ومياه الشرب والأدوية وحذرت وكالات تابعة للأمم المتحدة من تفشي الأمراض، وهو ما قد يزيد عدد الوفيات بشكل حاد، ولم تصل أي مساعدات خارجية إلى أجزاء من شمال قطاع غزة منذ أسابيع.

## الخسائر

### إسرائيل
ذكرت نجمة داود الحمراء الإسرائيلية في البداية أن امرأة واحدة على الأقل قُتلت بينما أصيب 16 شخصًا آخرين جراء الهجمات الصاروخية، اثنان منهم في حالة خطيرة. وأُرسِلت فرق الإسعاف إلى المناطق المحيطة بقطاع غزة رداً على الهجوم. وأعلن عن مقتل مدني واحد على الأقل في كفار أبيب، في حين أصيب ثلاثة أشخاص في عسقلان ويفنه. ووردت أنباء عن مقتل أربعة أشخاص على الأقل في كسيفة. كما قُتل في تبادل إطلاق النار رئيس المجلس الإقليمي في منطقة شعاري هنيغف، أوفير ليبشتاين. أعلن عن ما لا يقل عن 68 ضحية بين مصاب وقتيل في عسقلان، بينما أعلن عن 130 آخرين في بئر السبع.
وتقول حماس أنها أسرت 35 إسرائيليًا ونقلتهم إلى قطاع غزة. وبحسب ما ورد استولى المسلحون على سيارة إسعاف تابعة لنجمة داود الحمراء.

### فلسطين
|             | أطباء بلا حدود | منصة إكس |
| ‎@msf_arabic |                |          |

             شنت القوات الإسرائيلية غارات جوية استهدفت المستشفى الإندونيسي في قطاع غزة وسيارة إسعاف أمام مستشفى ناصر جنوب قطاع غزة، ما أدى إلى مقتل ممرضة وسائق سيارة إسعاف وإصابة الكثيرين، وإلحاق أضرار بمحطة أكسجين ضرورية لعلاج المرضى.
         

        07 أكتوبر 2023

وفي أعقاب الغارات الجوية الإسرائيلية رداً على ذلك، أبلغت وزارة الصحة الفلسطينية في غزة عن «عدد غير محدد من الإصابات بين العديد من المواطنين» وقالت في وقت لاحق إن 161 فلسطينيًا على الأقل قتلوا. وذكر يوسف أبو الريش، مسؤول الصحة الفلسطيني الأعلى في غزة، أن معظم الضحايا الفلسطينيين سقطوا نتيجة معارك بالأسلحة النارية من داخل المستوطنات والبقية بسبب الغارات الجوية. وشاهد مراسلو وكالة أسوشيتد برس في قطاع غزة تشييع 15 ضحية وثماني جثث أخرى ما زالت في المستشفيات. وأفادت الأنباء عن مقتل شخص واحد على الأقل في غارة جوية على المستشفى الإندونيسي شمال قطاع غزة. وقُتل أربعة فلسطينيين وأصيب خمسة آخرون خلال اشتباكات مع الجيش الإسرائيلي على طول السياج الحدودي في قطاع غزة.
وأفادت حركة حماس، أنّ طائرات الاحتلال اغتالت العضو في المكتب السياسي في حركة حماس زكريا أبو معمر، وخالد أبو شمالة القيادي السياسي.
وفي 11 أكتوبر، أُعلن عن توقُّف محطة توليد الكهرباء عن العمل في قطاع غزة، ما سبب انقطاع كامل للكهرباء عن غزة بسبب نفاد الوقود.

### لبنان
قُتل يوم الاثنين 24 ربيع الأوَّل 1445 هـ (9 تشرين الأول/أكتوبر 2023 م) ثلاثة عناصر من حزب الله نتيجة قصف إسرائيلي استهدف موقعهم وهم علي حسن حدرج وعلي رائف فتوني وحسام محمد إبراهيم، إضافة إلى إصابة ضابط لبناني بجروح طفيفة جراء سقوط قذائف الهاون في باحة مركز للجيش اللبناني في خراج بلدة رميش مصدرها جيش الاحتلال، وذلك ردًا على عملية تسلل المسلحين اجتازوا الخط الأزرق.
وفي يوم الجمعة سابع أيام العملية (13-10-2023) قُتل الصحفي عصام عبد الله التابع لوكالة رويترز نتيجة القصف الإسرائيلي، كما أصيب 6 صحفيين آخرين وهم: ثائر السوداني وماهر نازح من وكالة رويترز، والمصورة كريستينا عاصي ومصور الفيديو ديلان كولنز من وكالة الأنباء الفرنسية (فرانس برس)، والصحافية كارمن جوخدار والمصور إيلي براخيا التابعين لقناة الجزيرة القطرية، وتعرضت سيارتهم للحرق وذلك نتيجة استهدافها بصاروخ موجه في بلدة علما الشعب في أقصى الجنوب اللبناني وذلك أثناء تغطيتهم الصحفية لعمليات القصف الإسرائيلي على مراكز للجيش اللبناني قرب البلدة.

### بقية دول العالم (مزدوجو الجنسية)
قُتل وأُسر وفُقد في الهجوم أشخاص عديدون مزدوجو الجنسية يحملون جنسيات دوليَّة، أو يحملون الجنسية الإسرائيليَّة مع جنسيَّة أُخرى، توزعت كالتالي (ترتيب حسب حجم الخسائر):
- الولايات المتحدة: 31 قتيل، 13 مفقود، عدة أسرى
- تايلاند: 30 قتيل، 17 أسير
- فرنسا: 24 قتلى، 7 مفقودين
- روسيا: 16 قتيل، 8 مفقودين
- نيبال: 10 قتلى، مفقود واحد
- أوكرانيا: 7 قتلى و9 مفقودين
- الأرجنتين: 7 قتلى، 15 مفقود
- أوكرانيا: 7 قتلى و9 مفقودين
- المملكة المتحدة: 7 قتلى، 9 مفقودين
- كندا: 6 قتلى، 9 مفقودين
- الصين: 4 قتلى، مفقودان
- رومانيا: 4 قتلى، 1 مفقود
- النمسا: 4 قتلى، 1 مفقود
- بيلاروس: 3 قتلى، 1 مفقود
- الفلبين: 3 قتلى، 3 مفقودين
- البرازيل: 3 قتلى
- بيرو: قتيلان، 5 مفقودين
- جنوب إفريقيا: قتيلان
- البرتغال: 1 قتيل، 4 مفقودين
- تشيلي: 1 قتيل، 1 مفقود
- أستراليا: 1 قتيل
- أذربيجان: 1 قتيل
- إيطاليا: 1 قتيل، مفقودان
- تركيا: 1 قتيل، 1 مفقود
- إسبانيا: 1 قتيل، 1 مفقود
- كمبوديا: 1 قتيل
- سويسرا: 1 قتيل
- هندوراس: 1 قتيل
- ألمانيا: عدة قتلى
- تنزانيا: مفقودان
- تشيلي: مفقودان
- كولومبيا: مفقودان
- باراغواي: مفقودان
- بيرو: مفقودان
- سريلانكا: مفقودان
- أيرلندا: مفقود واحد
- بنما: مفقود واحد
- المكسيك: أسيران

## تحليلات
نشرت صحيفةُ معاريف العبرية مقالًا مطوّلًا حاولتْ فيه شرح ما حصل، وقالت إنّ «ما يجري لا يُشبه أي شيءٍ عرفناه في القتال ضد حماس من قَبل». انتقدت وسائل إعلام إسرائيلية أخرى الجيش وما وصفته بفشله الذريع خاصة وأنّ المقاومين سيطروا على 3 مستوطنات على الأقل في غلاف غزة وظلوا فيها لمدة طويلة، بل إنّه وبحسبِ يديعوت أحرونوت فإن إحدى القواعد العسكرية التي اقتحمها المقاومون وسيطروا عليها هي مقر قيادة فرقة غزة. ما جاءت به معاريف ويديعوت أحرونوت أكّدته هآرتس التي نشرت مقالة مطوّلة خلصت فيها إلى أنّ حماس خطَّطت للعملية منذ أشهر واعترفت أنها حقَّقت نجاحًا وصفته بـ «الباهر» فيما قالت إنّ الجيش أمامَ فشلٍ لا يُمكن وصفه.
خلال حديثٍ له مع قناة سي إن إن الأمريكيةّ، اعترفَ الرئيس السابق لجهاز الموساد الإسرائيلي افرايم هليفي أنّ الأخير لم يتلقَ أي تحذير من أي نوع واصفًا ما حصل بـ «المفاجأة التامة»، كما أكّد سوء التقدير الإسرائيلي حول عدد الصواريخ التي في حوزة المقاومة وفعاليتها واصفًا عمليّة إطلاق أكثر من 3 آلاف صاروخ المتزامنة بـ «الأمر الذي يفوقُ الخيال»، ولمَّح في حواره إلى فشل المنظومة الاستخباراتيّة الإسرائيلية بعدما رجَّح إجراء حماس لتدريباتٍ تجريبيةٍ على هذه العملية من دون معرفة الأجهزة الإسرائيلية.
رويترز: الهجوم المفاجئ الذي شنه الفلسطينيون من الجو والأرض على الأراضي المحتلة يعتبر «أسوأ دفاع إسرائيلي منذ حرب أكتوبر عام 1973م»
وفقًا لدانيال بايمان وألكسندر بالمر، أظهرت العملية تراجع منظمة التحرير الفلسطينية وصعود حماس كمركز القوة الرئيسي في السياسة الفلسطينية. وتوقعوا المزيد من التراجع لمنظمة التحرير الفلسطينية إذا استمر الوضع الراهن. ووفقا للمحلل الإسرائيلي سيث فرانتزمان، فإن الهجوم يمثل تصعيدا ملحوظا في الصراع المستمر بين إسرائيل وحماس. وتميزت هذه العملية بنطاقها الكبير ومداها، حيث شملت إطلاق الصواريخ والهجمات الحدودية في غزة. كان هذا الحدث بمثابة خروج كبير عن الصراعات السابقة. تمت مقارنتها بحرب أكتوبر في عام 1973، وهجمات 11 سبتمبر،والهجوم على بيرل هاربر، وهجوم تيت. ومثل هجوم تيت، جاء هجوم حماس في صباح يوم عطلة، وبدا وكأنه «في كل مكان في وقت واحد»، وأظهر قدرات لم يكن من الممكن تصورها في حرب العصابات.

### الاحتلال والسياسات الإسرائيلية
وأكد المحللون أن الهجمات الفلسطينية تأتي بسبب الاحتلال الإسرائيلي. كتب ستيفن إم والت أن الفلسطينيين يشعرون أنه ليس لديهم خيار سوى استخدام القوة ردًا على معاملة إسرائيل للفلسطينيين منذ عقود. وكتبت الصحيفة الهندوسية أن الاحتلال الإسرائيلي كان «الأطول في التاريخ الحديث» وأحدث «بركانًا مشتعلًا». وكتبت وكالة أسوشيتد برس أن الفلسطينيين يشعرون باليأس من الاحتلال الذي لا ينتهي في الضفة الغربية والحصار الخانق على غزة». وذكرت إيه بي سي نيوز أرقام الأونروا لشهر أغسطس 2023 في غزة والتي تفيد بأن 81% من الأشخاص يعيشون تحت مستوى الفقر، وأنَّ 63% يعانون من انعدام الأمن الغذائي ويعتمدون على المساعدة الدولية. كما أفادوا بأن أرقام مكتب الأمم المتحدة لتنسيق الشؤون الإنسانية تشير إلى مقتل حوالي 6400 فلسطيني و300 إسرائيلي في الصراع الإسرائيلي الفلسطيني المستمر منذ عام 2008 حتى سبتمبر 2023، قبل هذه الحرب.
كتب روجر كوهين أن السيطرة الإسرائيلية المتزايدة على ملايين الفلسطينيين «أدت إلى إراقة الدماء». قبل الهجوم، حذرت المملكة العربية السعودية إسرائيل من انفجار نتيجة لاستمرار الاحتلال، وحذرت مصر من وقوع كارثة ما لم يُحرز تقدم سياسي، وصدرت تحذيرات مماثلة من قبل مسؤولي السلطة الفلسطينية. وقبل أقل من شهرين من الهجمات، أعرب العاهل الأردني الملك عبد الله الثاني عن أسفه لأن الفلسطينيين «ليس لديهم حقوق مدنية، ولا حرية تنقل». وكتب كوهين أن العديد من الإسرائيليين افترضوا أن القضية الفلسطينية أصبحت ميتة، وأنها اختفت من جدول الأعمال العالمي.
أشار سايمون تيسدال إلى تصاعد العنف الإسرائيلي الفلسطيني في عام 2023 باعتباره نذيرًا بالحرب، وادعى أن نتنياهو رفض التفاوض على عملية السلام، مما صب الزيت على النار، وتُجُوهِلَت حقوق الفلسطينيين. وكتب يوسف منير أن إدارة بايدن تجاهلت القضية الفلسطينية. واستشهد بما بكلام جيك سوليفان، مستشار الأمن القومي الأمريكي، في سبتمبر 2023، لما قال أنّ «منطقة الشرق الأوسط أصبحت اليوم أكثر هدوءاً مما كانت عليه طوال عقدين من الزمان».
وفقاً لتحليل نشرته صحيفة الإندبندنت، أدى الحصار المفروض على غزة إلى خلق حالة من اليأس بين الفلسطينيين، الأمر الذي استغلته حماس، لإقناع الشباب الفلسطيني بأن (العنف) هو الحل الوحيد -على حد قول الصحيفة-. كتب داود كتاب أن المحاولات الفلسطينية لحل الصراع عن طريق المفاوضات أو المقاطعة السلمية لم تكن مثمرة.

### التأثير على حكومة نتنياهو
قال أميت سيغال، كبير المعلقين السياسيين في القناة 12 الإسرائيلية، إن الصراع سيختبر إمكانية بقاء بنيامين نتنياهو كرئيس للوزراء، مشيرًا إلى أن الحروب الماضية أطاحت بحكومات العديد من أسلافه مثل حكومة غولدا مئير بعد حرب يوم الغفران عام 1973. ومناحيم بيغن بعد حرب لبنان عام 1982، وإيهود أولمرت بعد حرب لبنان عام 2006. قبل تشكيل حكومة وحدة طارئة في 11 أكتوبر، وصفت صحيفة بوليتيكو بأن هذه، فرصة لنتنياهو لتصحيح مساره وإنقاذ إرثه السياسي. بسبب فشل المخابرات الإسرائيلية، والذي عزاه بعض المراقبين إلى تركيز الحكومة الحالية بشكل أكبر على المعارضة الداخلية، والإصلاح القضائي، والجهود المبذولة لتعميق الاحتلال الإسرائيلي للأراضي الفلسطينية، انتقد المعلقين نتنياهو لوضعه منظمة التحرير الفلسطينية جانبًا ودعمه لحماس ضدها. وحملوه مسؤولية الهجوم.

### التأثير على التطبيع الإسرائيلي السعودي
وفي تحليل لصحيفة تايمز أوف إسرائيل، كتبت الصحيفة أن «حماس حولت أنظار العالم إلى الفلسطينيين ووجهت ضربة قاسية للزخم من أجل تأمين اتفاق تاريخي بوساطة أمريكية بين إسرائيل والمملكة العربية السعودية». ذكرت صحيفة نيويورك تايمز أن احتمالات التطبيع الإسرائيلي والسعودي تبدو باهتة، نقلا عن تصريح السعودية بأن البلاد حذرت مرارًا وتكرارًا «من مخاطر انفجار الوضع نتيجة استمرار الاحتلال، وحرمان الشعب الفلسطيني من حقوقه المشروعة وتكرار الاستفزازات الممنهجة ضد مقدساته».
كتب أندرياس كلوث في عموده في بلومبرج نيوز أن حماس «أحرقت صفقة بايدن لإعادة تشكيل الشرق الأوسط»، بحجة أن الصفقة التي نوقشت بين المملكة العربية السعودية وإسرائيل والولايات المتحدة كانت ستترك الفلسطينيين في البرد -(أي تهملهم ولا تمنحهم أي شيء)-، لذلك قررت المجموعة «تفجير الأمر برمته». وأضاف، أن من وجهة نظر حماس، لو لم تقم بهذه العملية، كان الوضع سيزداد سوء، خصوصًا أن شركاء نتنياهو في الائتلاف يعارضون حل الدولتين للصراع، ويفضلون ضم الضفة الغربية بأكملها. ويريدون تحويل إسرائيل إلى دولة فصل عنصري، وهو الأمر الذي طالما ادعى النقاد أنه هدف إسرائيل.
ظهرت تكهنات بأن إيران كانت تحاول تخريب العلاقات بين إسرائيل والمملكة العربية السعودية، حيث قال رئيس الأبحاث السابق في الشاباك نيومي نيومان إن الهجوم كان من الممكن أن يحدد وقته نوعا ما. بسبب آمال إيران في إحباط الجهود المبذولة لتطبيع العلاقات بين إسرائيل والسعودية، منافستها السنية. في 9 أكتوبر، نفى المتحدث باسم وزارة الخارجية الإيرانية ناصر كنعاني مزاعم تورط طهران في هجوم حماس.

### التأثير على الحرب الأوكرانية الروسية
وحذر الرئيس الأوكراني فولوديمير زيلينسكي من أن الحرب بين إسرائيل وحماس يمكن أن تصرف الانتباه عن الغزو الروسي لأوكرانيا. وأعلن الرئيس الروسي فلاديمير بوتين أن الحرب «مثال واضح على فشل سياسة الولايات المتحدة في الشرق الأوسط»، مضيفًا أن واشنطن فشلت باستمرار في أخذ المصالح الأساسية للفلسطينيين في الاعتبار. ووصف المعلقون الروس المقربون من الكرملين الحرب بأنها فشل عسكري واستخباراتي للغرب، وتوقعوا أنها ستضعف الدعم الغربي لأوكرانيا. ذكرت صحيفة نيويورك تايمز أن العلاقات الروسية مع إسرائيل تتدهور، ويرجع ذلك جزئيًا إلى الدعم الغربي لأوكرانيا ودعم إيران المستمر لروسيا في الحرب الروسية الأوكرانية. كتبت صحيفة بوليتيكو أنه من المؤكد أن الحرب ستصرف انتباه الولايات المتحدة عن أوكرانيا.
واتهمت المخابرات العسكرية الأوكرانية روسيا بنقل أسلحة غربية الصنع استولت عليها في أوكرانيا إلى حماس لإلقاء اللوم على أوكرانيا في بيعها.

## ردود الفعل

خريطة تظهر ملخص ردود الفعل الدولية على عملية طوفان الأقصى
المنطقة التي يحدث فيها النزاع
الدول التي تدعم حماس أو تدين تصرفات إسرائيل.
الدول التي تدعم إسرائيل أو تدين تصرفات حماس.
دول محايدة
مجهول

### محليًّا

#### فلسطين
- وجَّه رئيس السُلطة الفلسطينيّة محمود عباس بضرورة توفير الحماية لأبناء الشعب الفلسطيني، وتعزيز صُموده وثباتِه، مؤكداً على حقَّه كشعب في الدفاع عن نفسه، في مواجهة إرهاب المُستوطنين وقوات الاحتلال.[426]
- قدم مندوب فلسطين الدائم لدى الجامعة العربية مهند العكلوك مذكرة تتضمن طلب عقد اجتماع طارئ لمجلس جامعة الدول العربية على مستوى وزراء الخارجية العرب في دورة غير عادية في أقرب موعد ممكن، لبحث سبل التحرك السياسي على المستويين العربي والدولي لوقف العدوان الإسرائيلي ومساءلة مرتكبيه وتوفير الحماية الدولية للشعب الفلسطيني وتحقيق السلام والأمن المرتكز على القانون الدولي وقرارات الشرعية الدولية ومبادرة السلام العربية.[427][428]
- أوعزت وزيرة الصحَّة الفلسطينية «حالة الطوارئ» في كافة المستشفيات الفلسطينيّة، وطلبت من مستودعات الوزارة وبنوك الدم إمداد المستشفيات بالمستلزمات الطبيَّة والأدوية اللازمة، وأضافت أن مستشفيات الضفة الغربية كافة جاهزة لاستقبال الجرحى من قطاع غزة.[429]

#### إسرائيل
- أصدر رئيس الوزراء السابق وزعيم المعارضة يائير لابيد، ورئيس الوحدة الوطنية بيني غانتس، وزعيم حزب إسرائيل بيتنا أفيغادور ليبرمان، وزعيمة حزب العمل ميراف ميخائيلي، بيانًا مشتركًا أعربوا فيه عن الدعم الكامل للجيش الإسرائيلي والوحدة مع الحكومة، قائلين: «في بعض الأوقات، مثل هذه، لا توجد معارضة أو ائتلاف في إسرائيل».[430]
- ناشدت نجمة داوود الحمراء، وهي منظمة طبيَّة إسرائيلية، للتبرُّع بالدم.[372]